# Colegiata de los Santos Gervasio y Protasio de Gisors
La colegiata de Saint-Gervais-Saint-Protais de Gisors (en francés: collégiale Saint-Gervais-Saint-Protais de Gisors) es una iglesia católica parroquial situada en la pequeña ciudad Gisors, en el Eure, en Francia.
Su parte más antigua es la torre central que se eleva sobre el crucero del transepto, datada del último cuarto del siglo XII. El coro fue construido durante la primera mitad del siglo XIII en el estilo gótico de la Île-de-France. Entre finales del siglo XV y mediados del siglo XVI, la iglesia fue ampliada y parcialmente reconstruida en estilo gótico flamígero. Las segundas naves laterales del coro, el pseudo-deambulatorio, las capillas de la cabecera, los cruceros  del transepto, la nave, sus dobles pasillos y la torre izquierda de la fachada datan de esta época. La gran torre en la esquina suroeste se inició en 1541, seguida por la fachada occidental de la nave. En ruptura con las partes anteriores, exhiben el estilo del Renacimiento. Pero a medida que los fondos se hicieron escasos, las obras quedaron interrumpidas entre 1542 y 1558, y luego continuaron con gran lentitud hasta finales del siglo. La colegiata, y especialmente la gran torre, permanecieron así inconclusas. No obstante, sus proporciones impresionantes hacen que a veces sea comparada con algunas de las catedrales del norte de Francia: de 70 m de longitud, con una alta nave de  24 m, tiene sustancialmente las mismas dimensiones que la catedral de Notre Dame de Senlis.
Como monumento arquitectónico notable, la iglesia fue clasificada en el título de los monumentos históricos por la lista de 1840.

## Historia

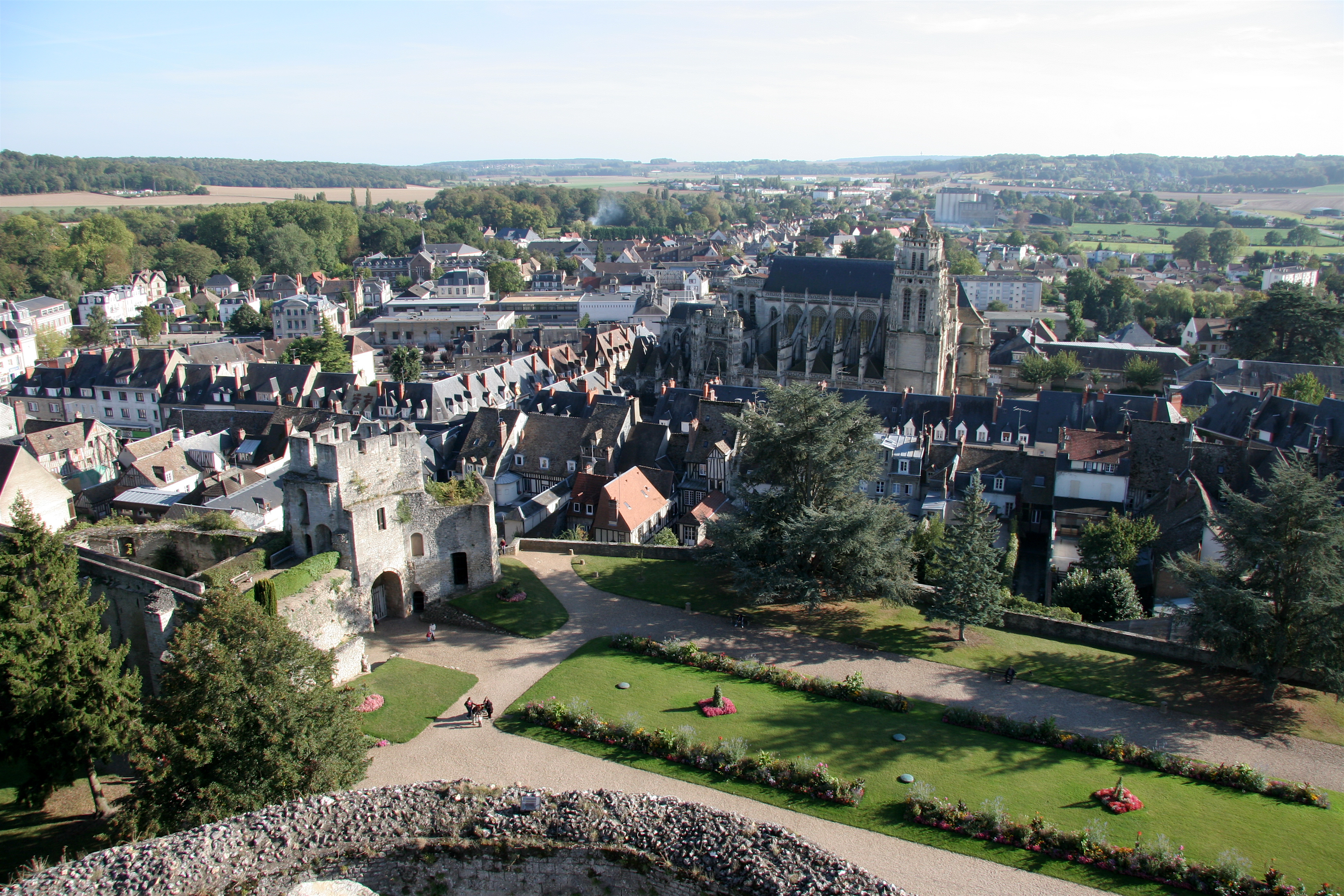
La colegiata sobresaliendo sobre el caserío

Apenas consagrada en 1119 por el papa Calixto II, el santuario sufrió el incendio que destruyó la ciudad en 1124. Los trabajos de reconstrucción en la nave devastada no comenzaron hasta tiempos de Luis VII el Joven hacia 1160.
Gracias a la financiación de la reina Blanca de Castilla, un coro gótico fue finalmente consagrado en 1249.
Las hermandades religiosas y los gremios de comerciantes en los siglos XV y XVI contribuyeron, a través de sus donaciones, a su embellecimiento.
La iglesia experimentó luego muchas transformaciones. Se asiste, en particular, a la reconstrucción de la nave, a la adición de capillas en las naves laterales y de un ambulatorio con capillas radiantes alrededor del coro. Los trabajos confiados a los Grappi, una familia de arquitectos del Vexin, continuaron hasta el siglo XVI en el estilo gótico flamígero  final.

## Descripción

### Estudio general
El edificio adopta una planta cruciforme. La nave tiene seis tramos, y está acompañada de dobles naves lateraless, siguiendo el ejemplo de las cuatro basílicas mayores situadas en Roma.
El conjunto del edificio tiene casi 70 m de largo. La altura de la nave es de 24 m por debajo de la parte superior de las bóvedas, como en la catedral de Notre-Dame de Senlis.

### Exterior
En el exterior, la potente fachada occidental, que combina los estilos gótico y renacentista, está enmarcada por dos torres. Se desarrolla en una arquitectura en filigrana con un portal central en forma de arco de triunfo.
En el sur, la Grosse Tour (gruesa torre) (1542-1590), también llamada torre del Rosario quedó sin terminar por falta de fondos. Alterna los órdenes monumentales dórico y jónico en una profusión de esculturas que evocan el estilo barroco.
La fachada norte del transepto presenta nuevamente puertas de madera elegantamente talladas, que siguen siendo los primeros ejemplos de empleo de motivos renacentistas en la iglesia.
Habiendo sufrido graves daños durante la Segunda Guerra Mundial, todavía está en restauración.

Exterior de la colegiata
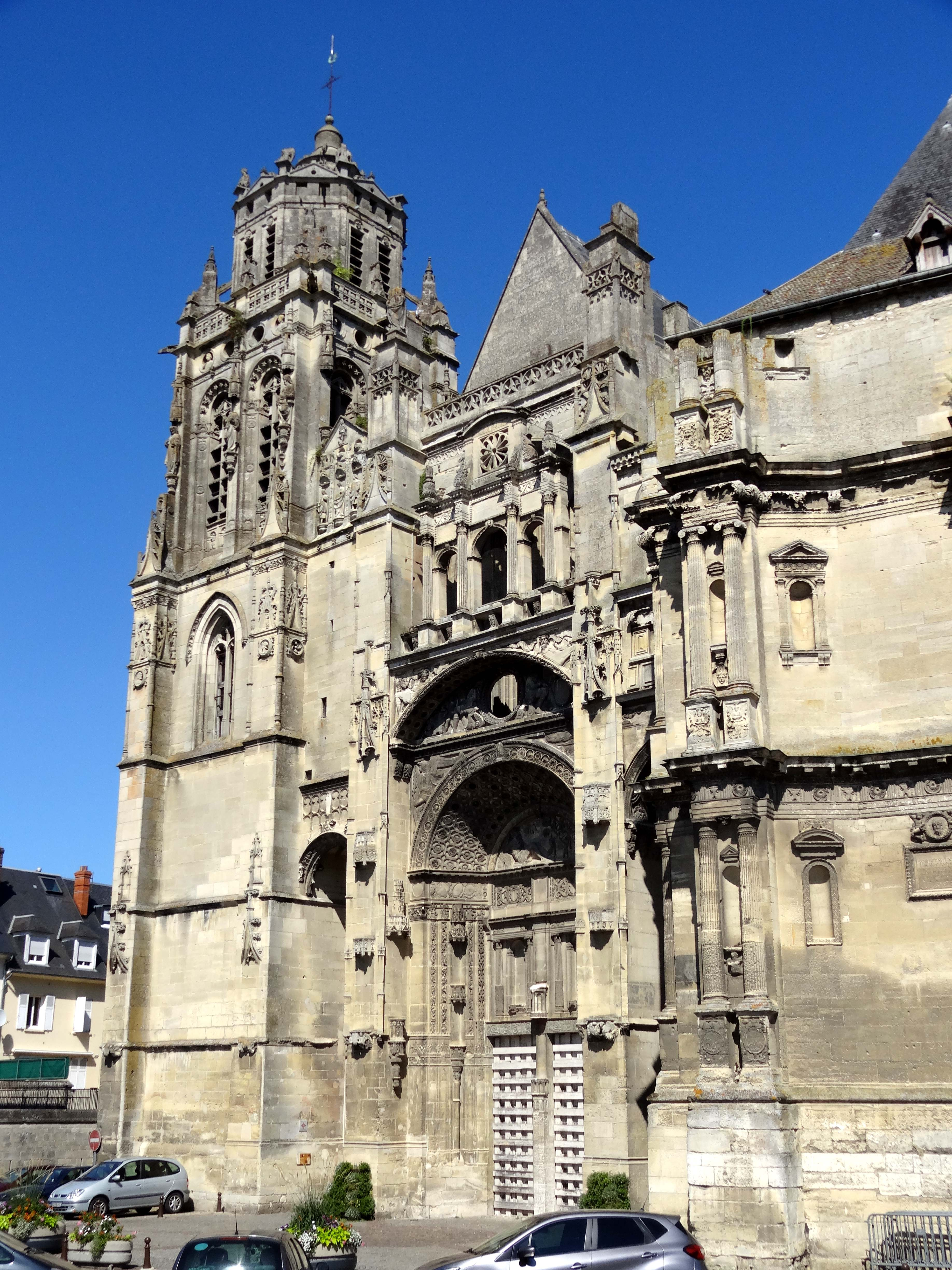
La fachada occidental, vista desde el suroeste
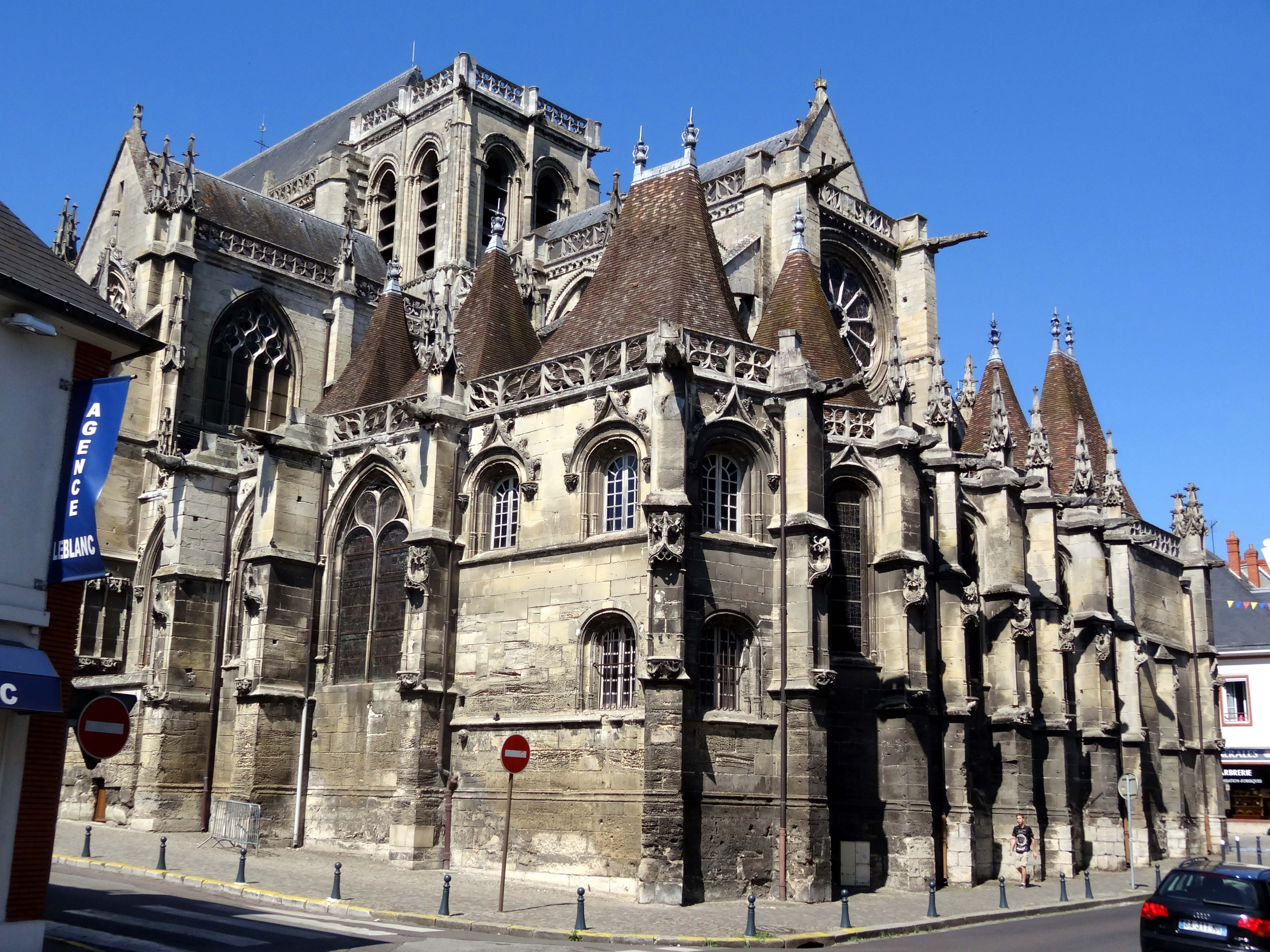
Crucero sur, vista desde el sureste
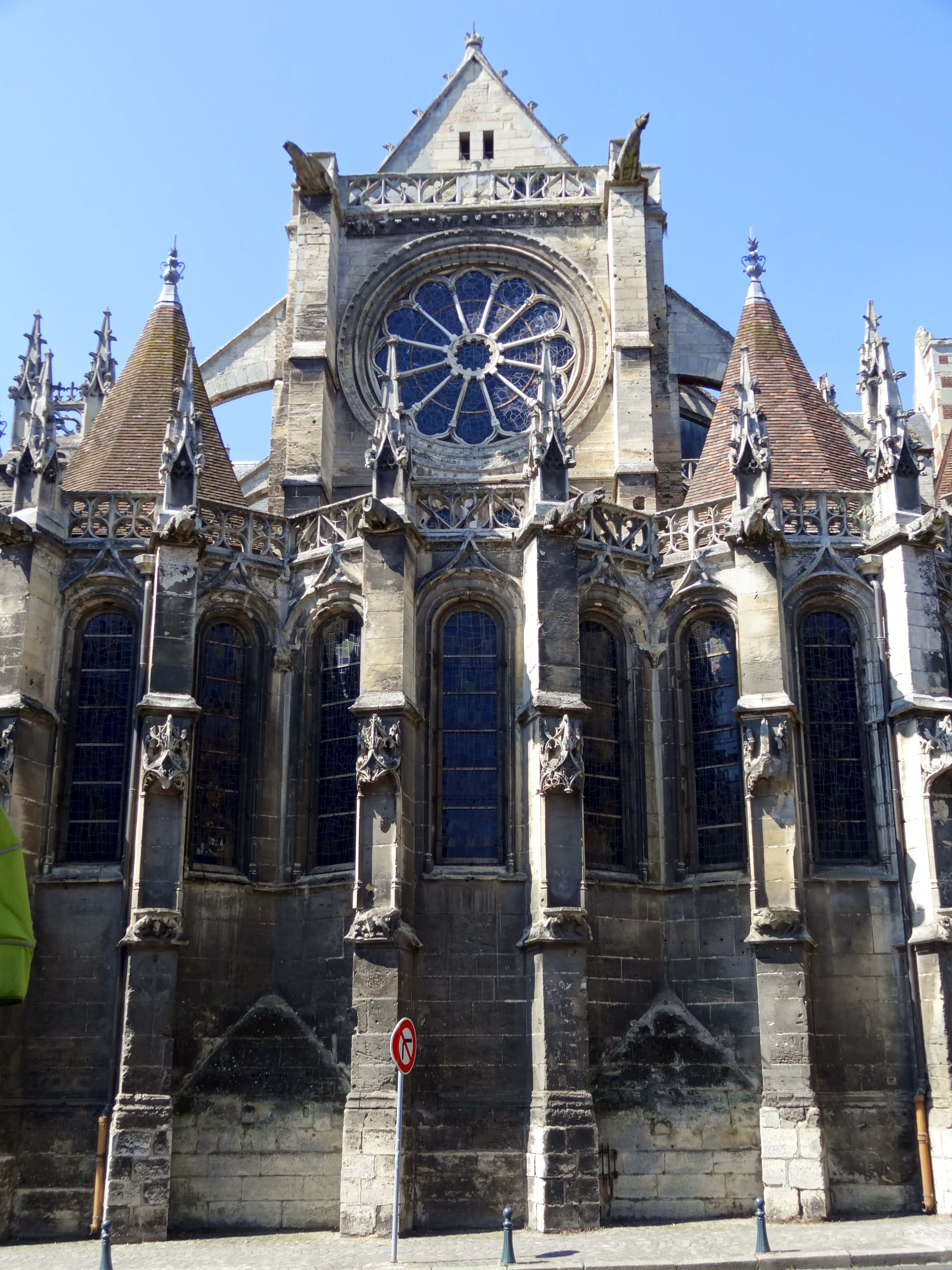
Cabecera
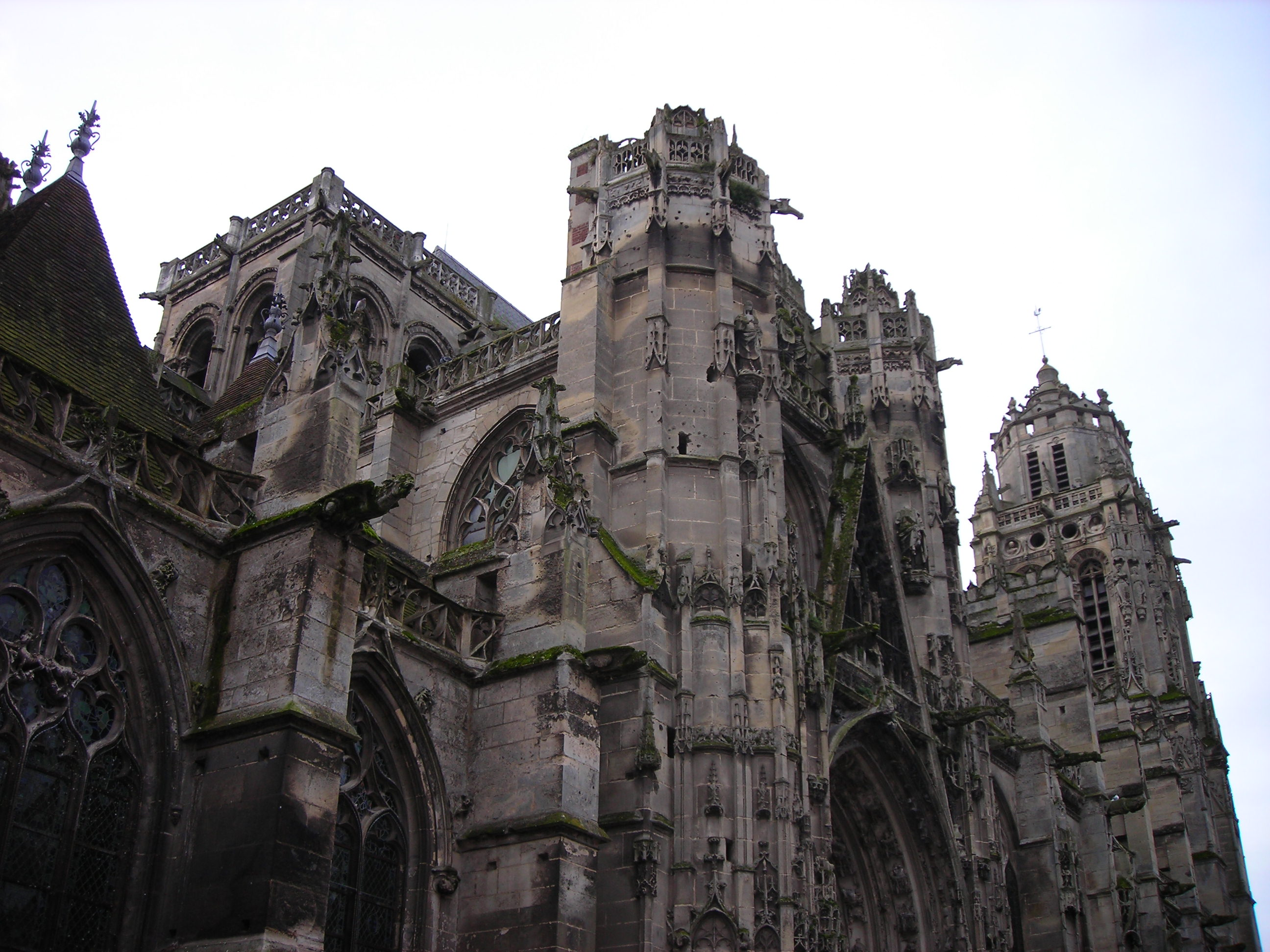
Vista desde el transepto norte del edificio
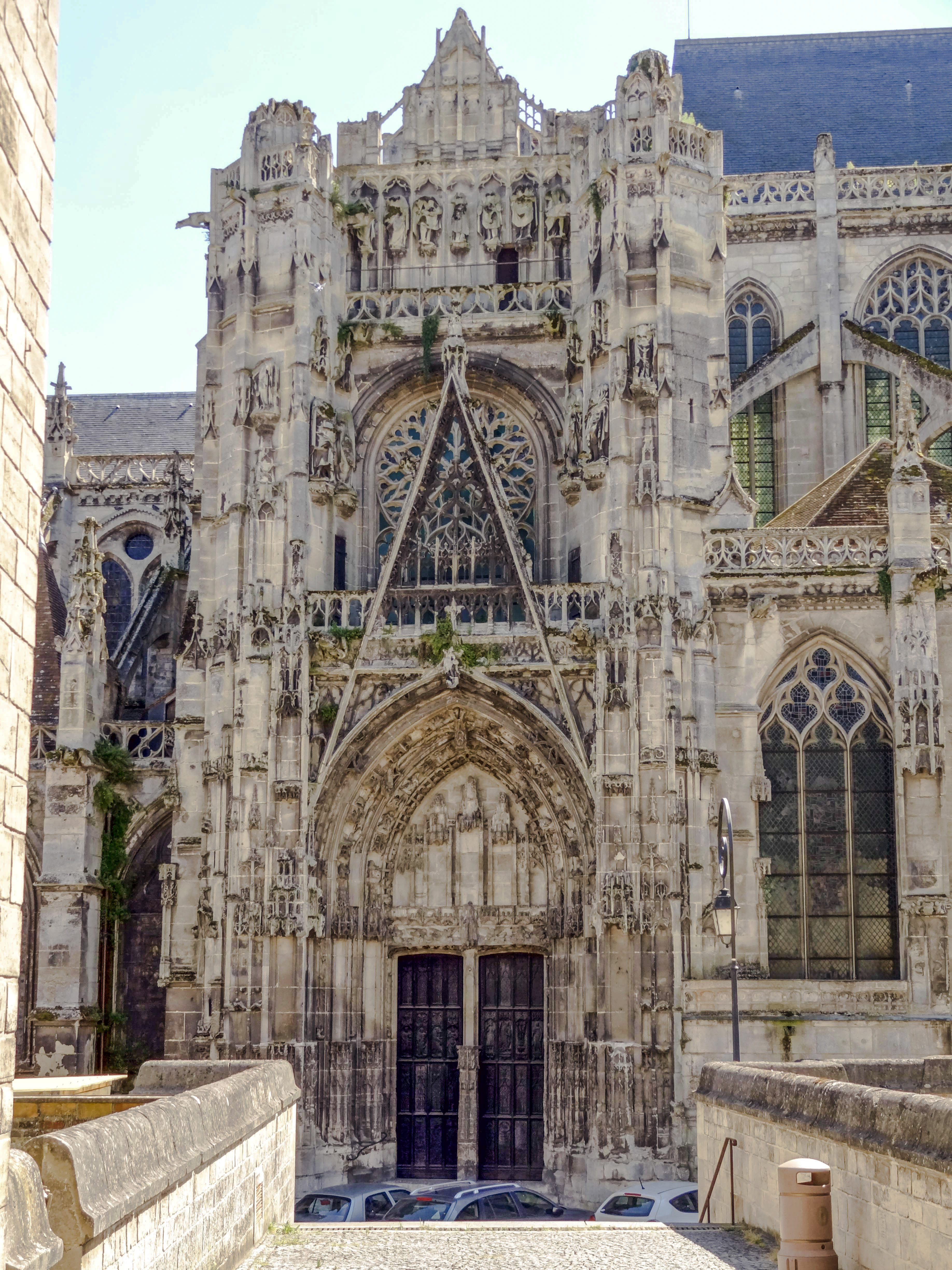
Crucero norte
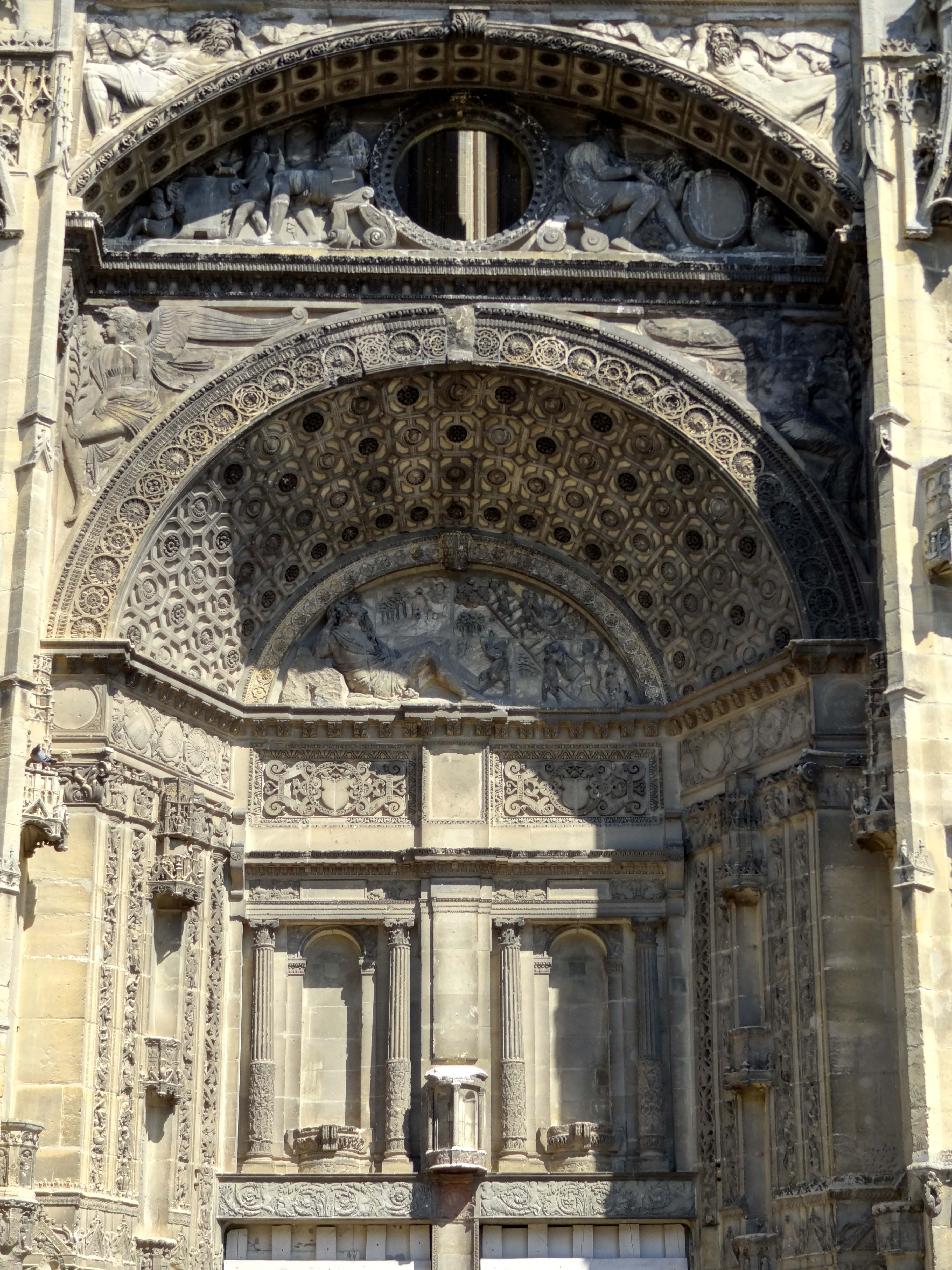
Pórtico central
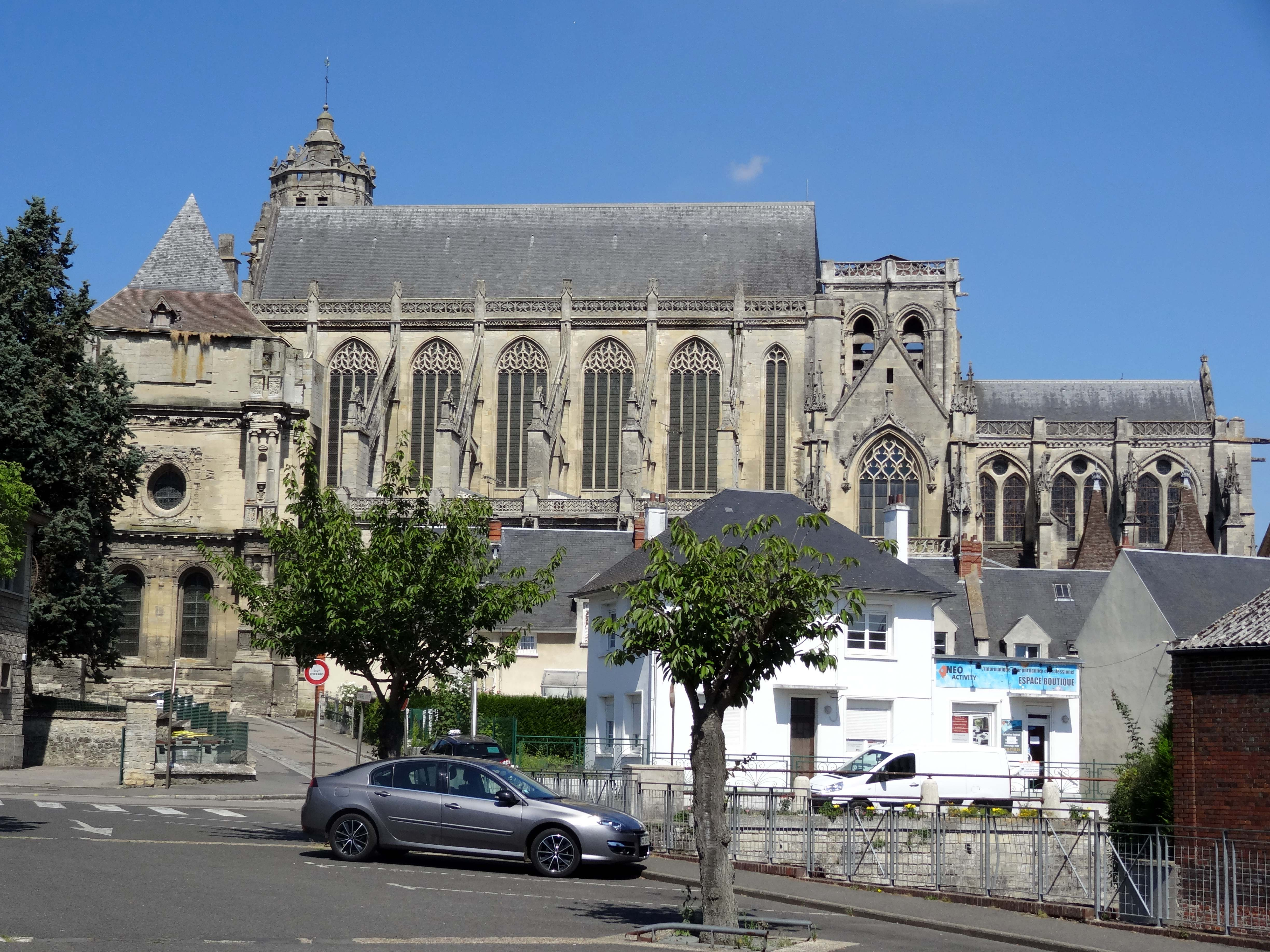
Lateral sur
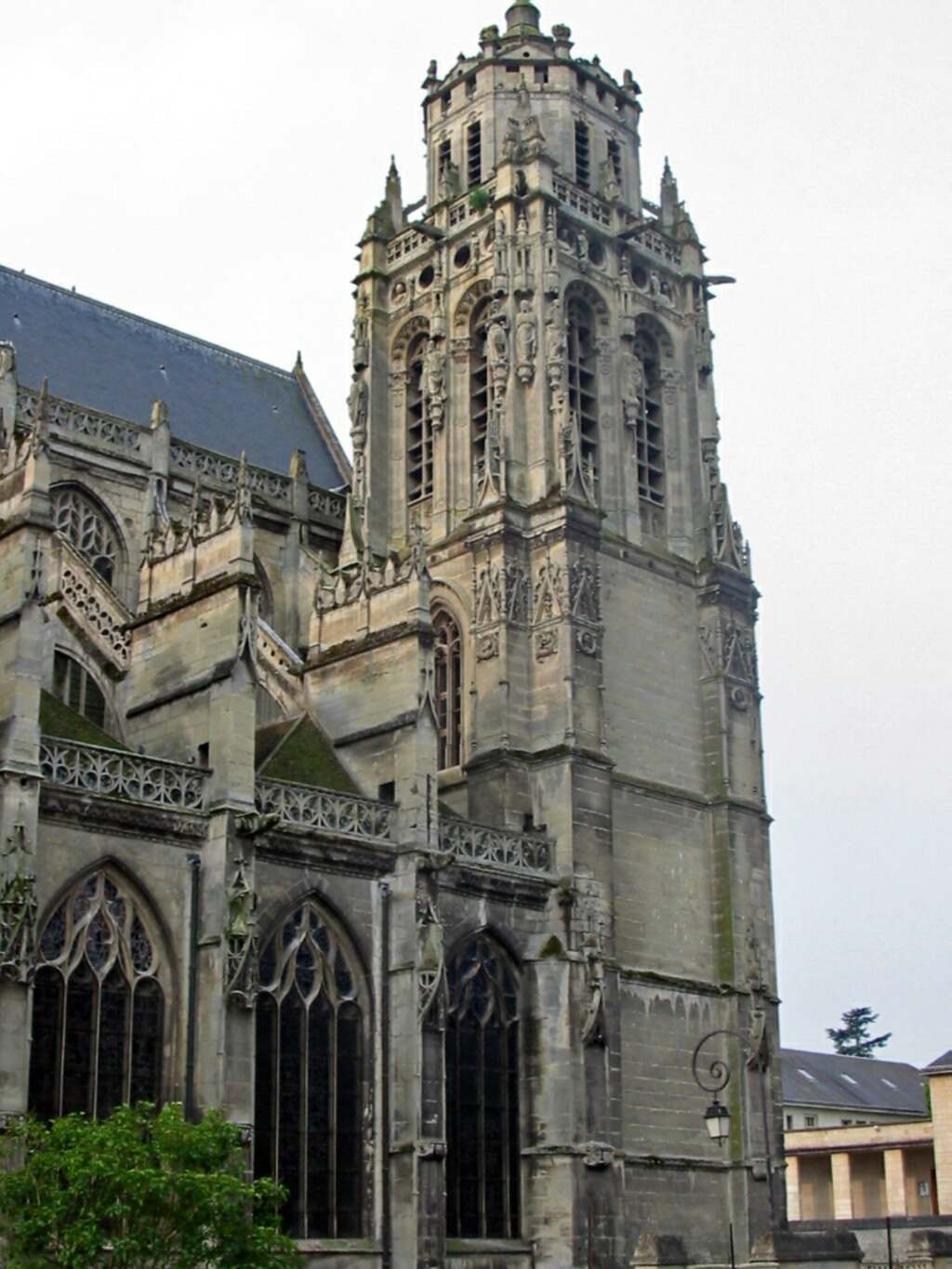
Gruesa torre

Detalles del exterior
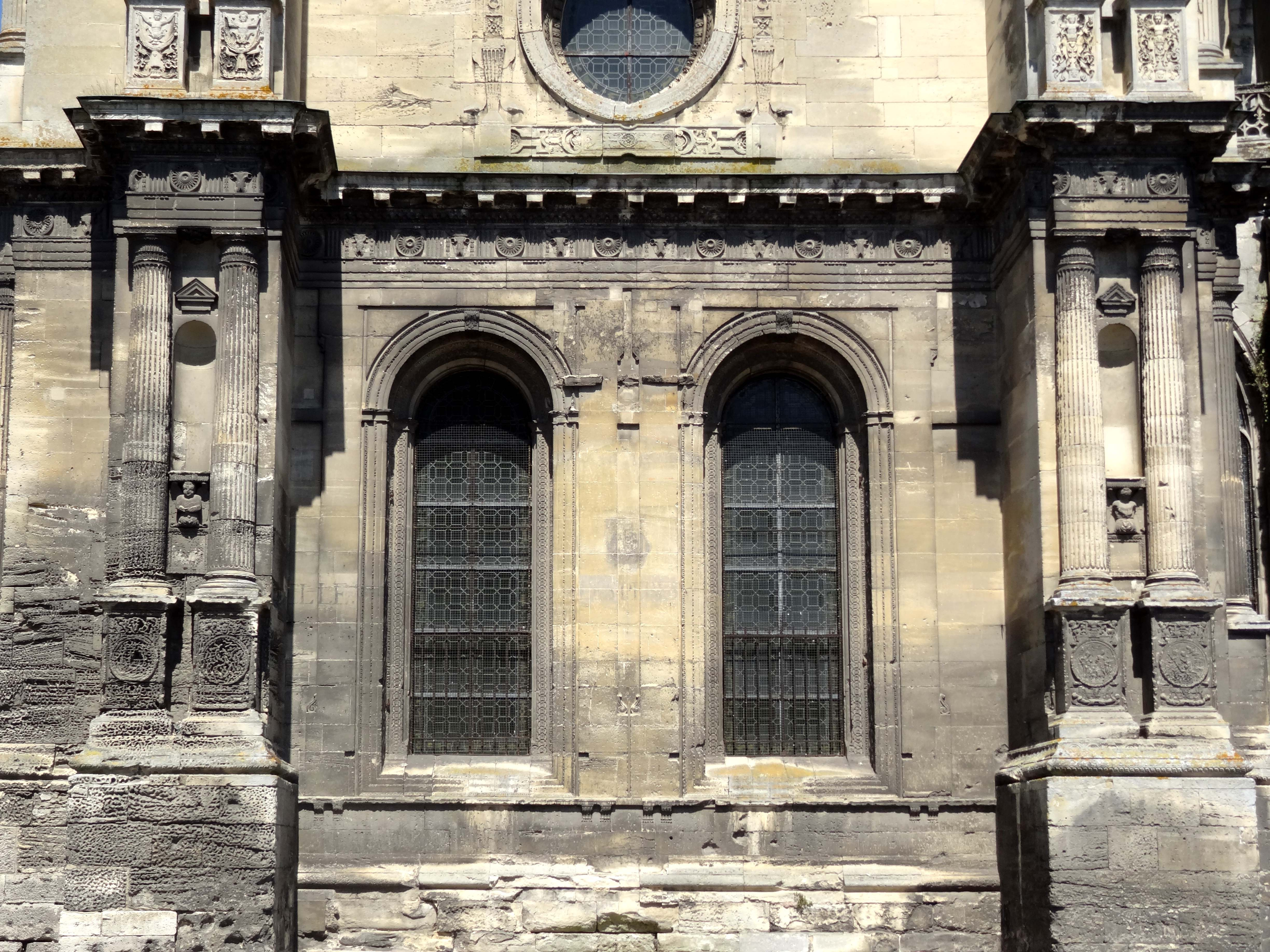
La torre grande
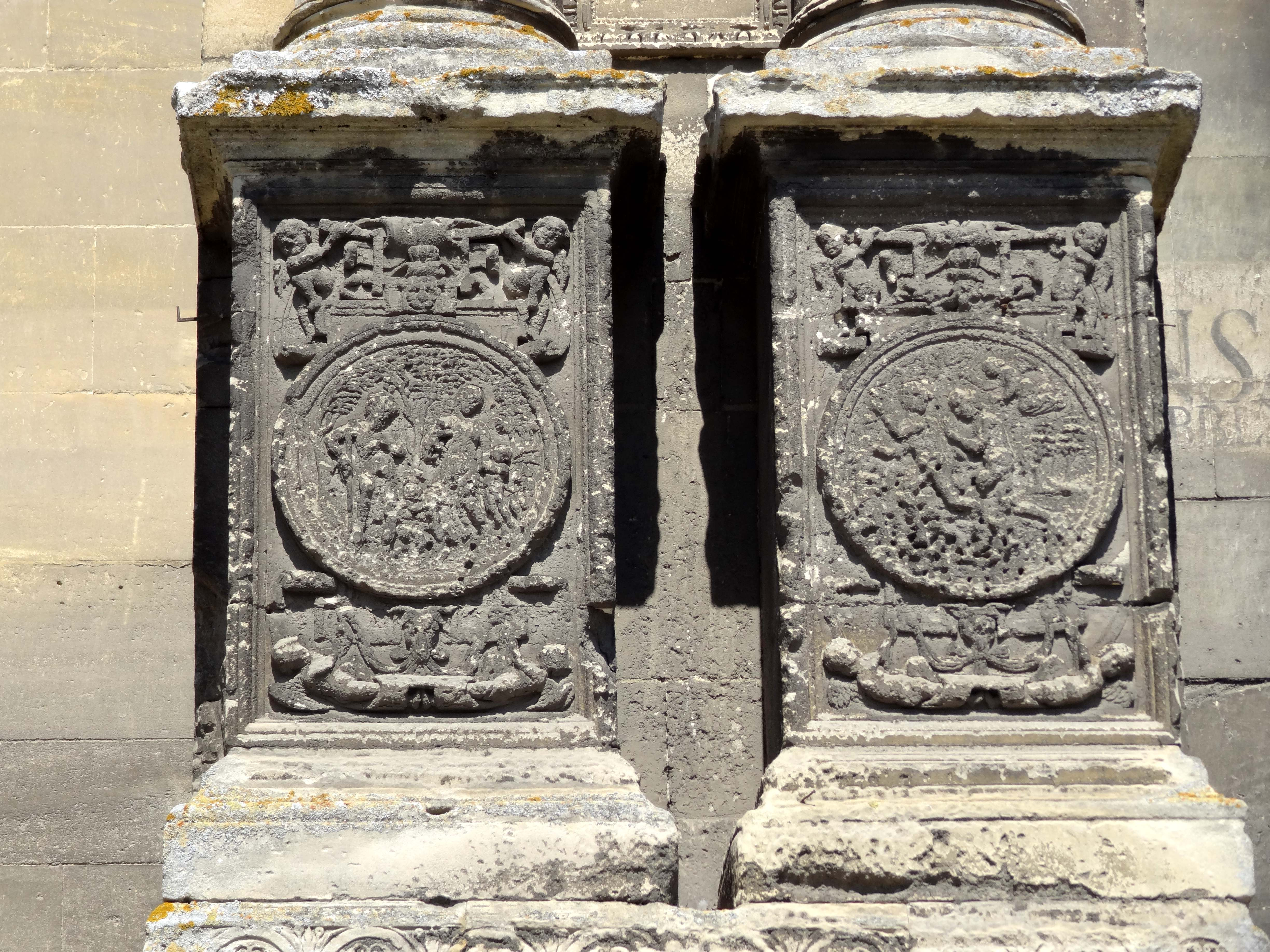
Base del orden monumental de la Grosse Tour
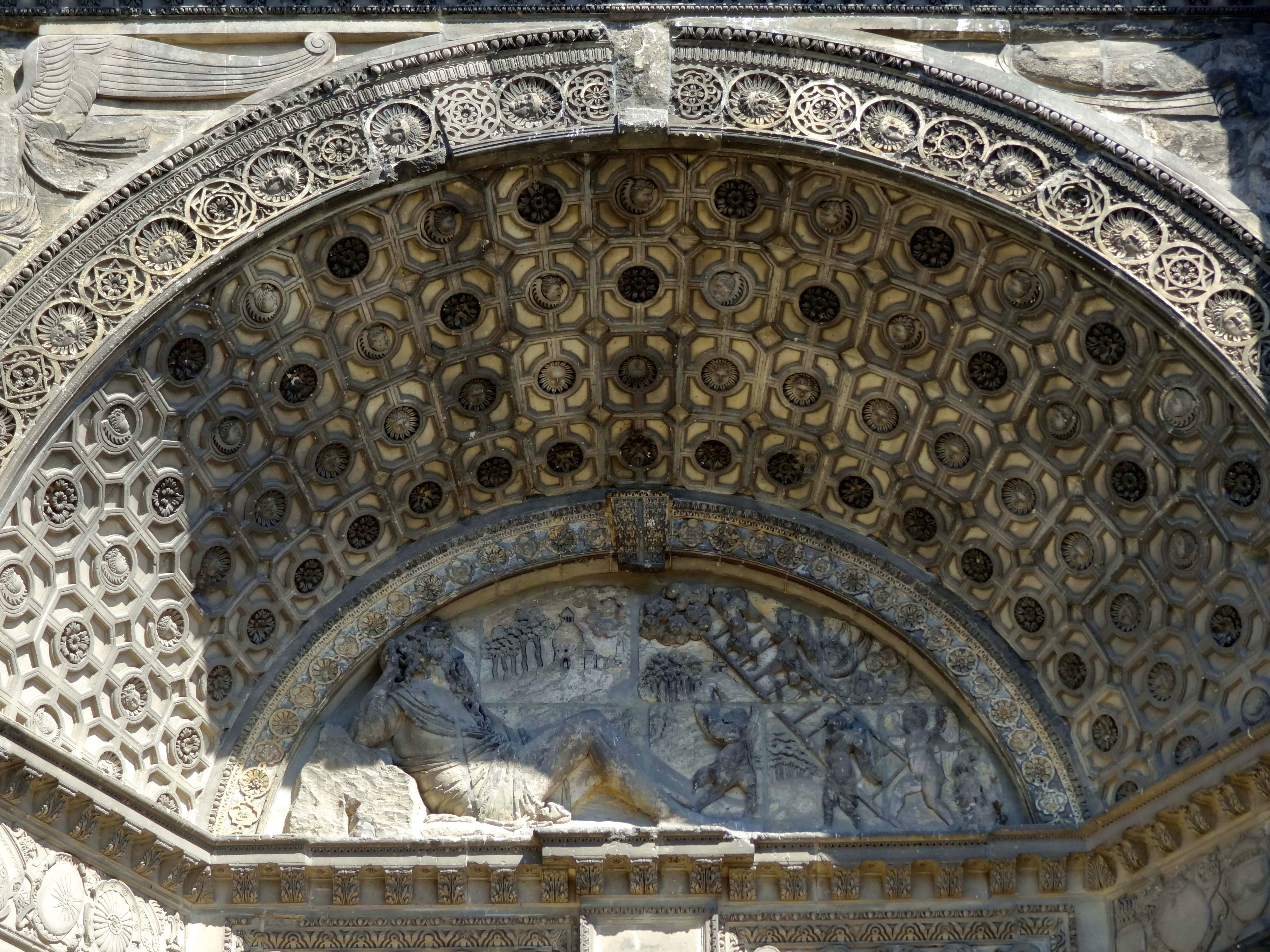
Detalle del Arco de Triunfo
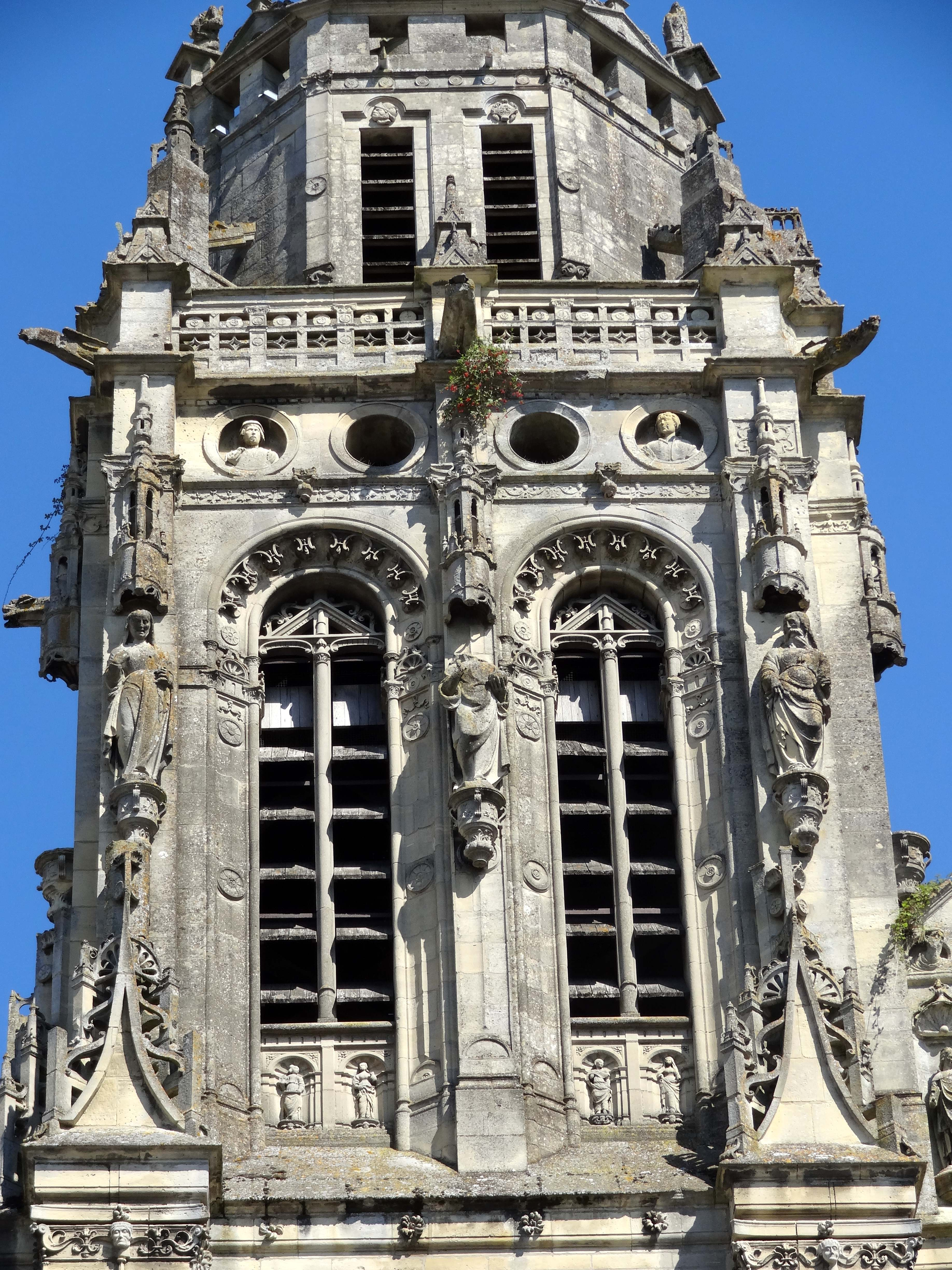
Parte altas de la torre
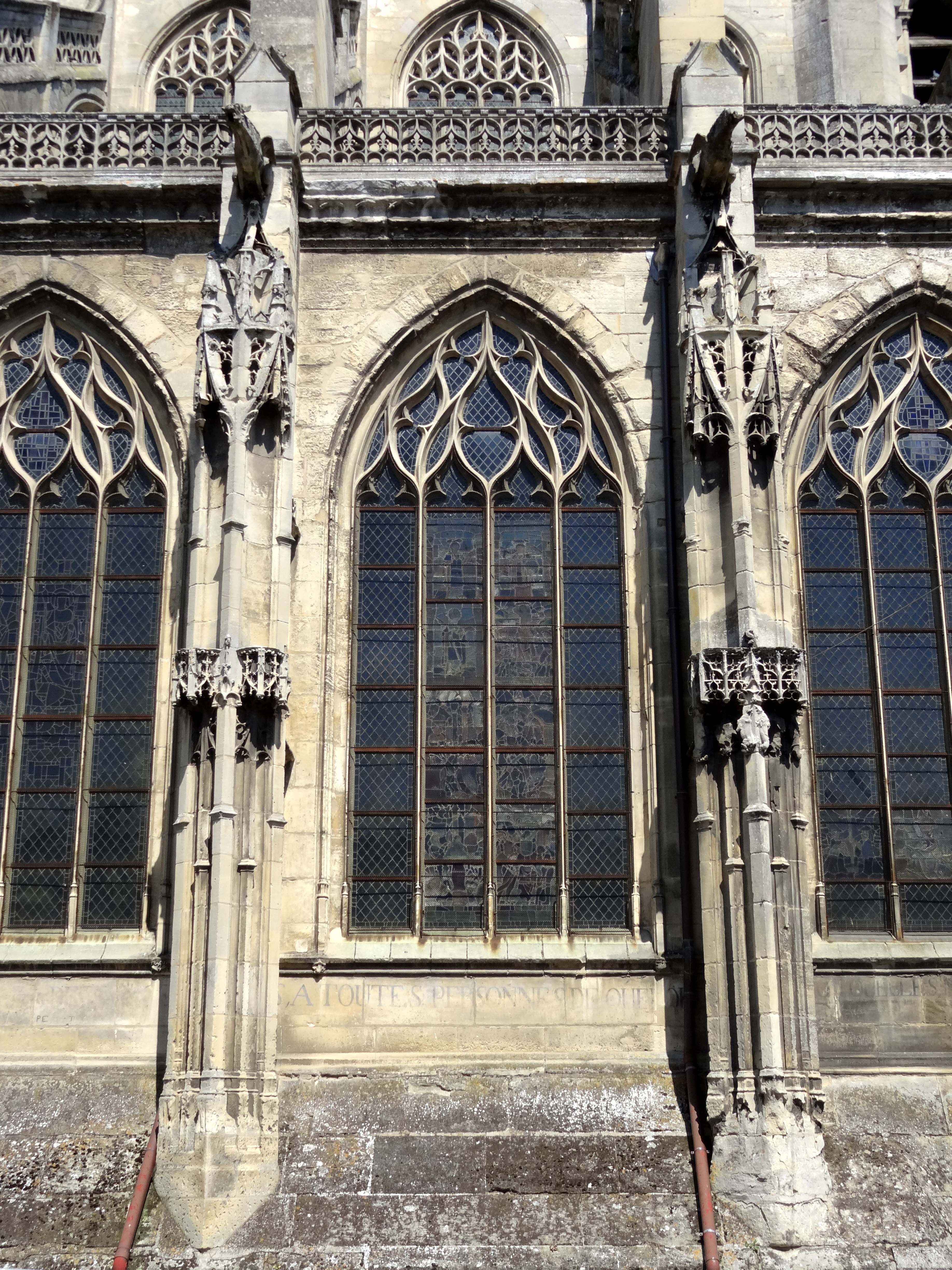
Detalle de las naves laterales

### Interior

#### Nave central y laterales

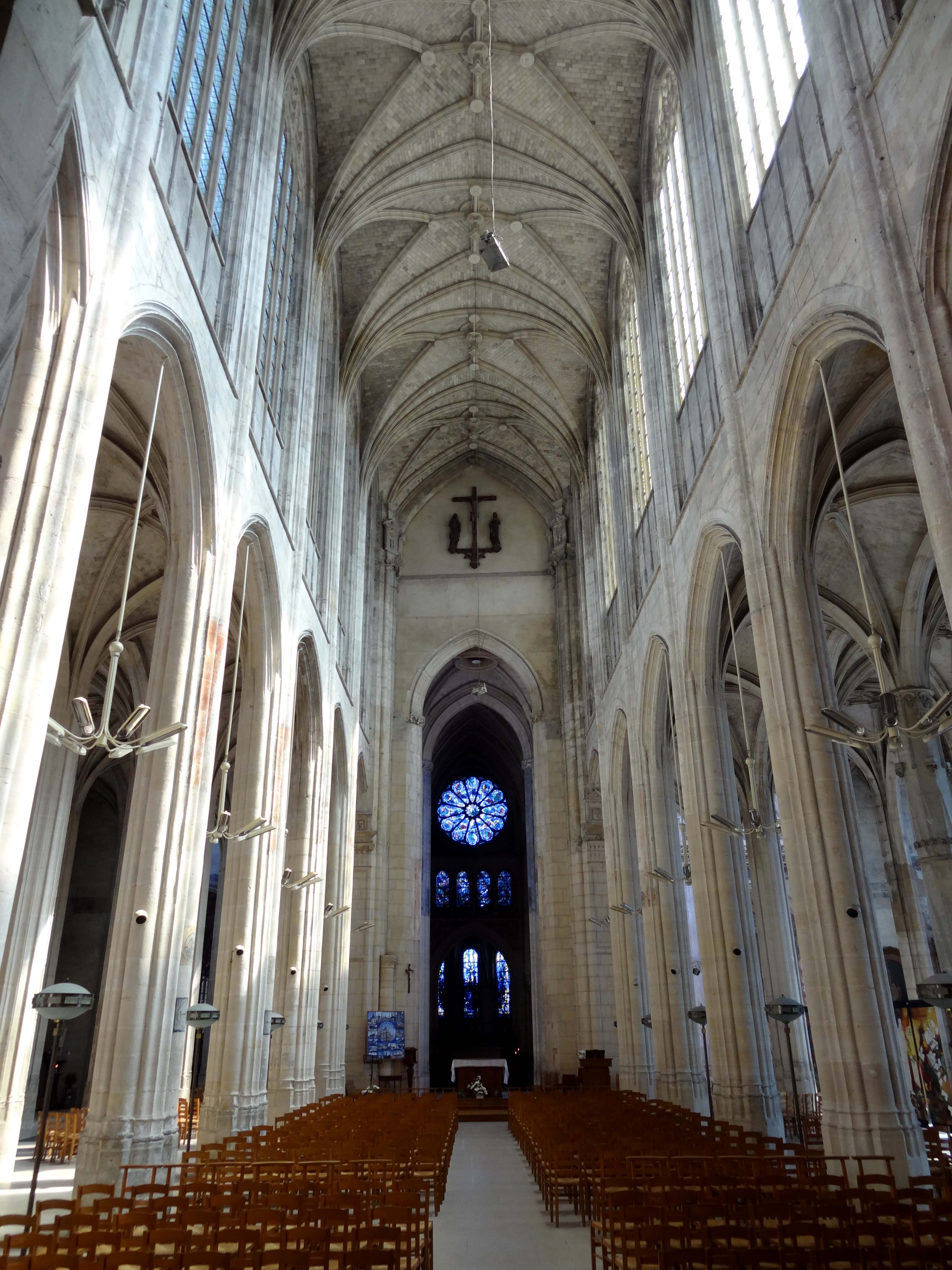
Nave, vista hacia el este

En la nave reconstruida a partir del siglo XV en estilo gótico flamígero, se asiste a la desaparición del triforium. Para evitar la desnudez de los muros ciegos por encima de las grandes arcadas, las ventanas altas son visualmente alargadas haciendo descender sus parteluces por debajo del umbral. Caen sobre una banda dos asientos por debajo de las grandes arcadas. Marcando una verdadera ruptura con el coro, este alzado sin discontinuidad en dos niveles, y sin capiteles, es característico del arte flamígero normando, como por ejemplo en la abadía Saint-Ouen de Rouen.
En las naves laterales, terminadas a principios del siglo XVI, se nota el estilo Luis XII. Las capillas laterales tienen grandes vanos provistos con vidrieras de tonalidades claras.
En la nave lateral sur de la nave, se encuentran tres hermosas pilares esculpidos: el pilar de los delfines, marcado con lirios y delfines, símbolo del rey de Francia San Luis: el pilar de St. Jacques (Santiago), con coquilles conectados por un cordón; y el pilar de St. Claude representando el trabajo de los curtidores y la vida del santo.

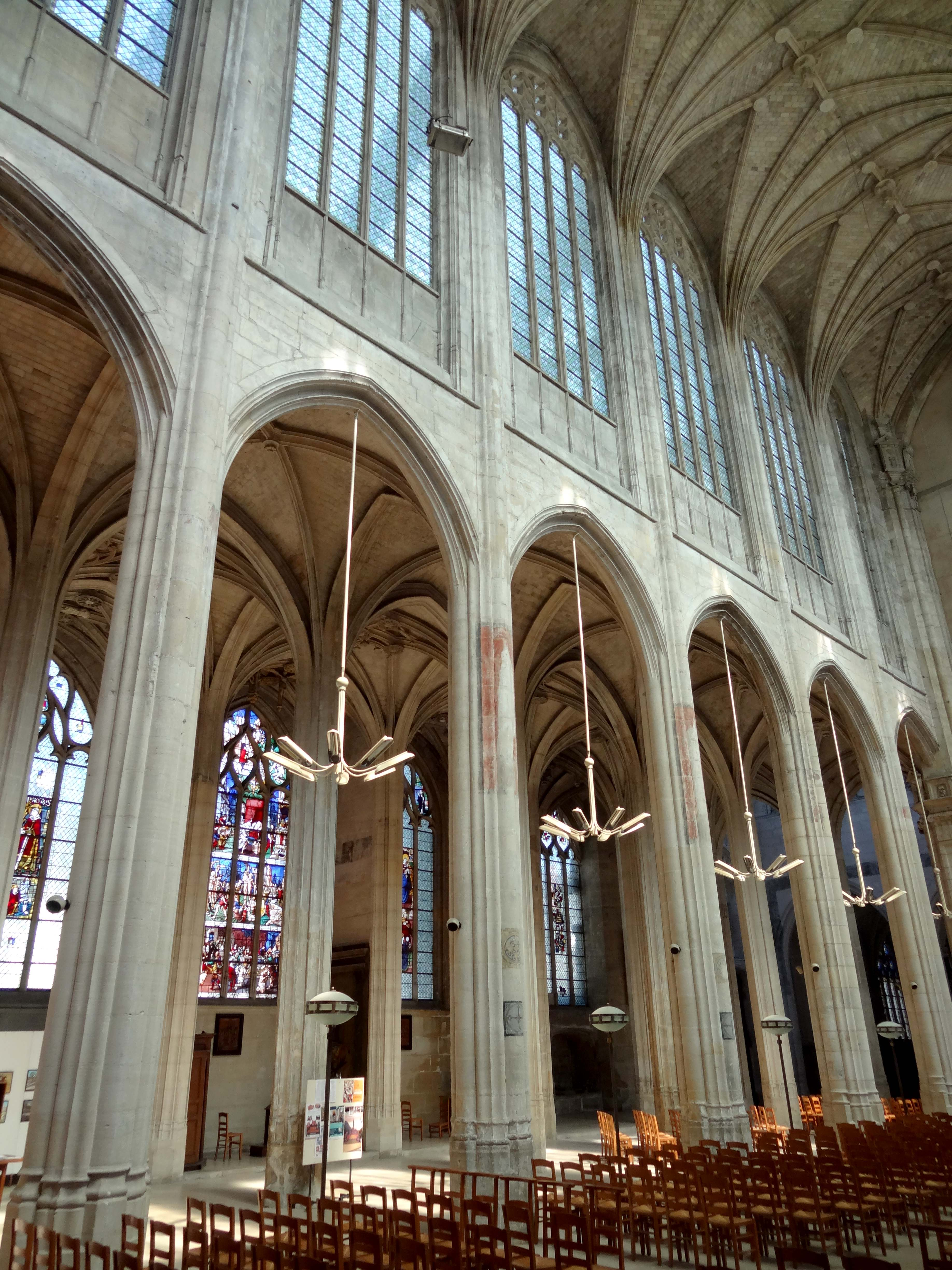
Nave, lado norte
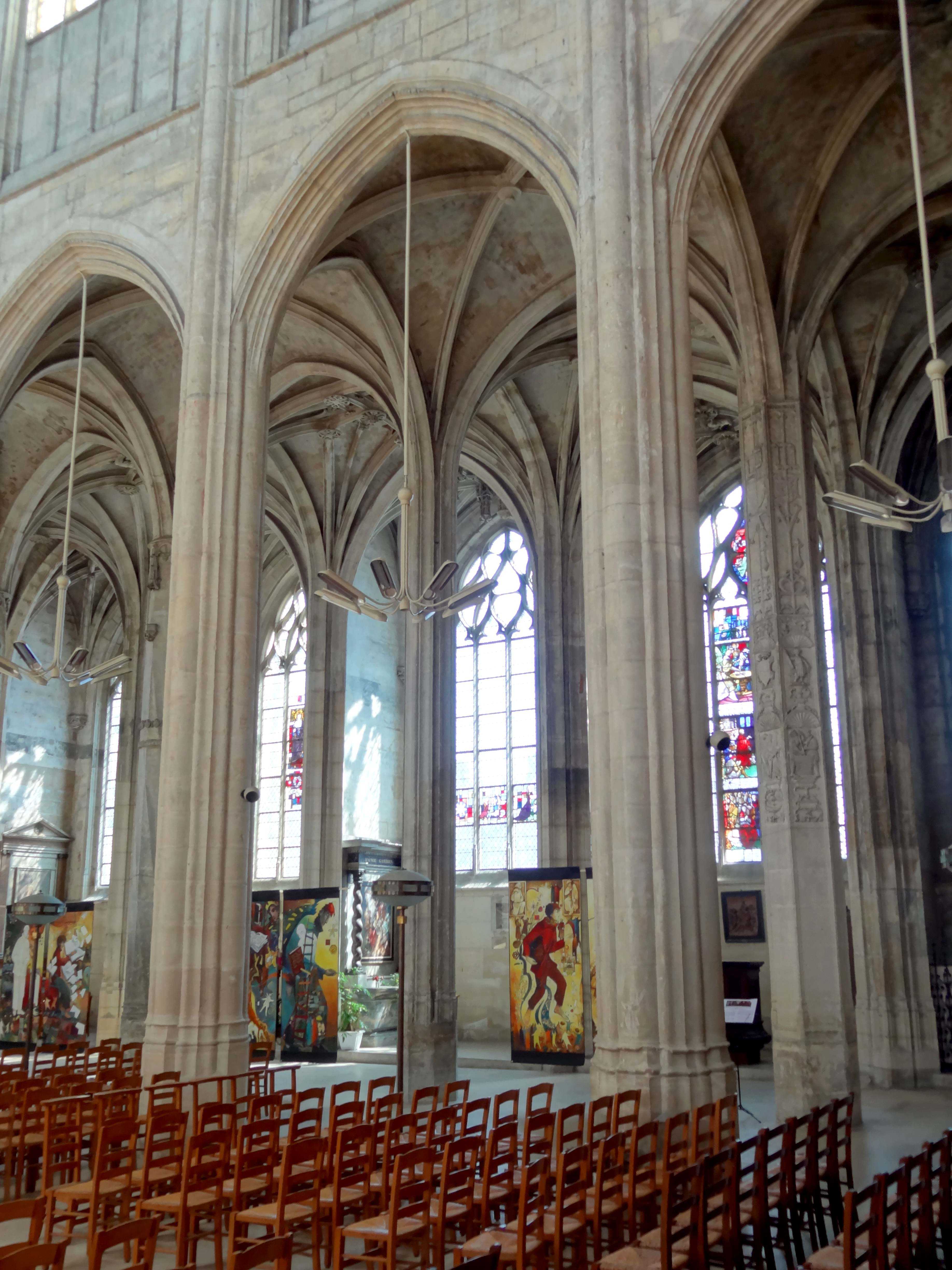
Nave, vista en la doble nave lateral sur
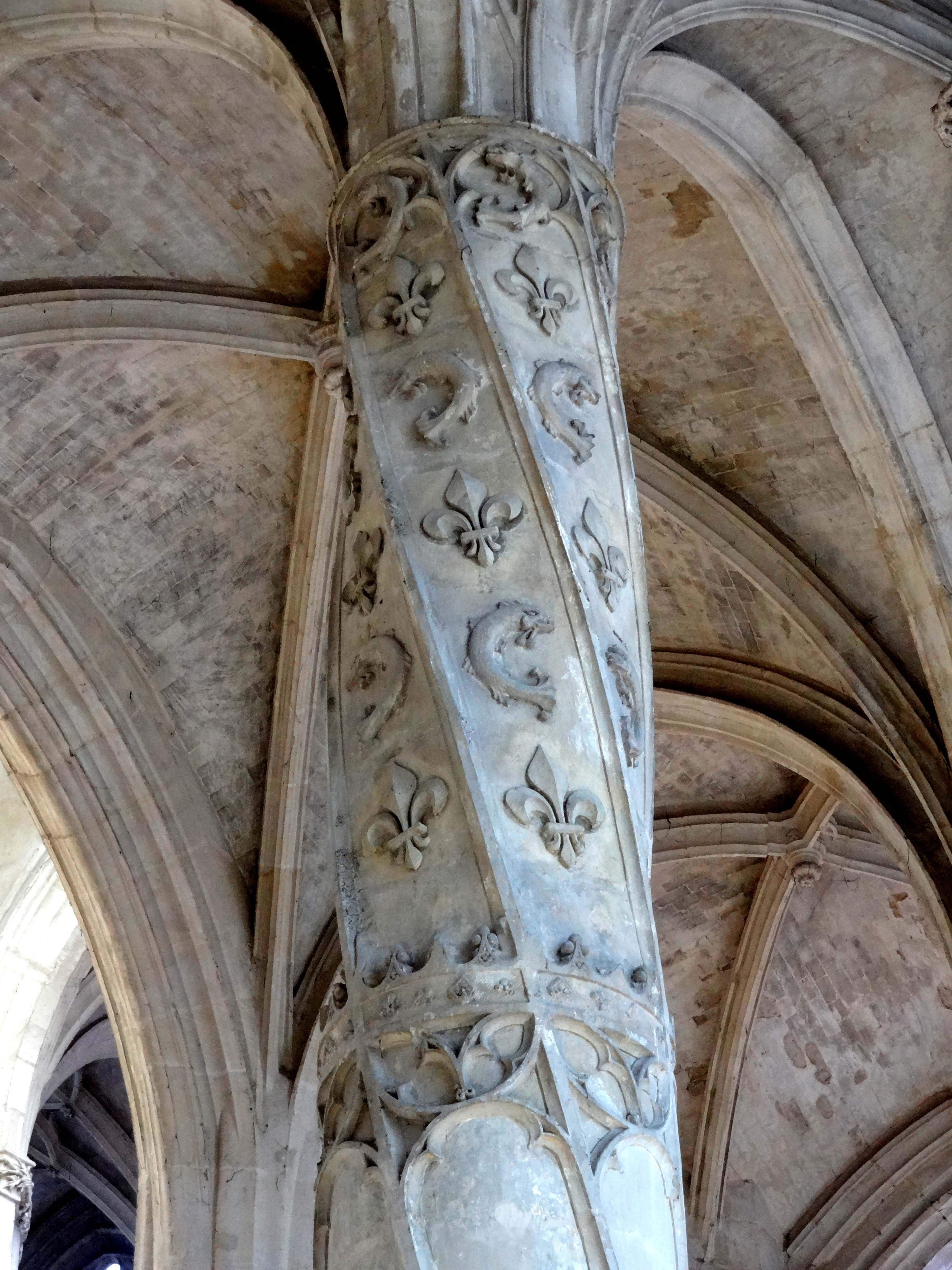
El pilar de los delfines
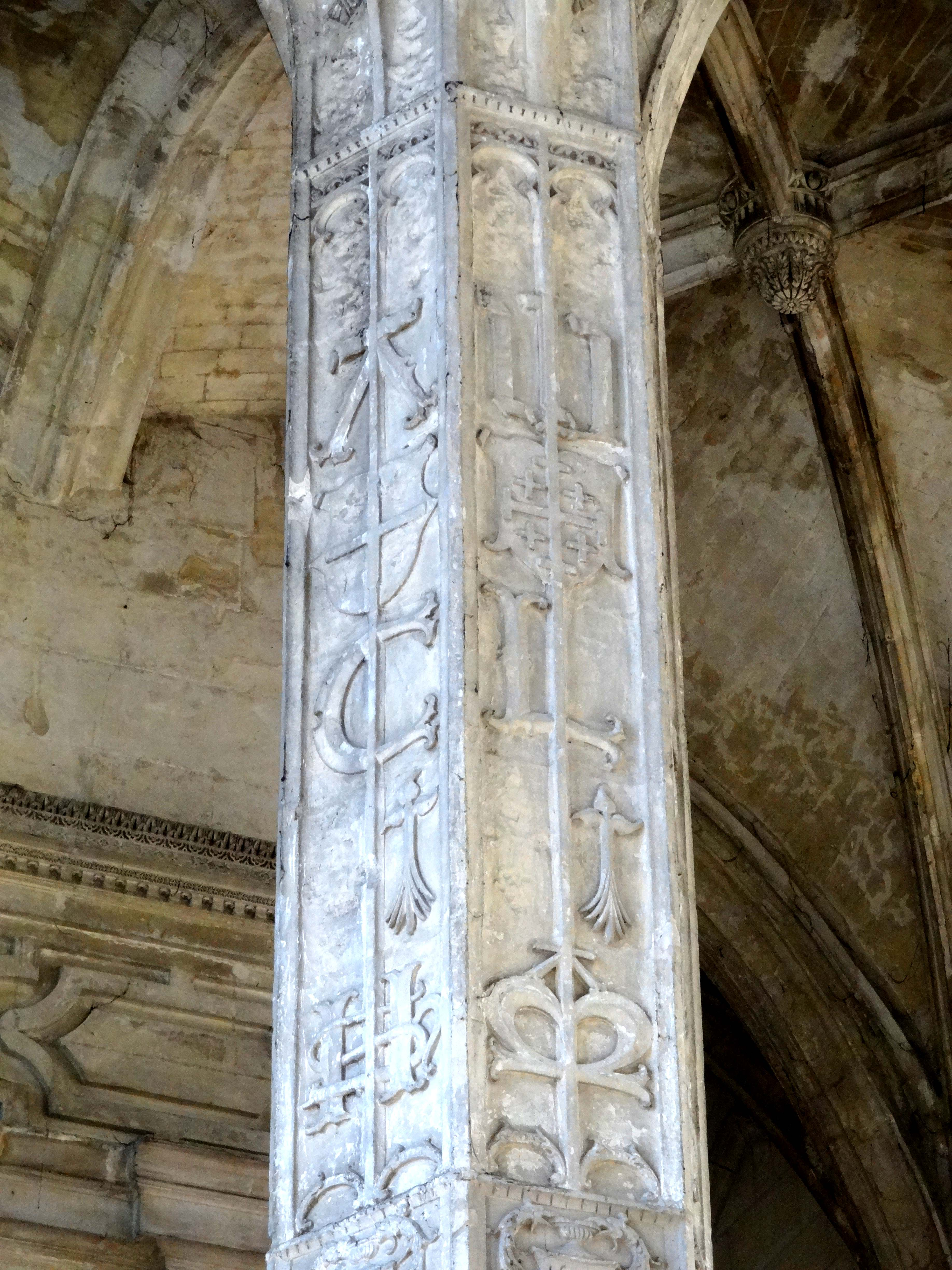
El pilar de Saint-Jacques
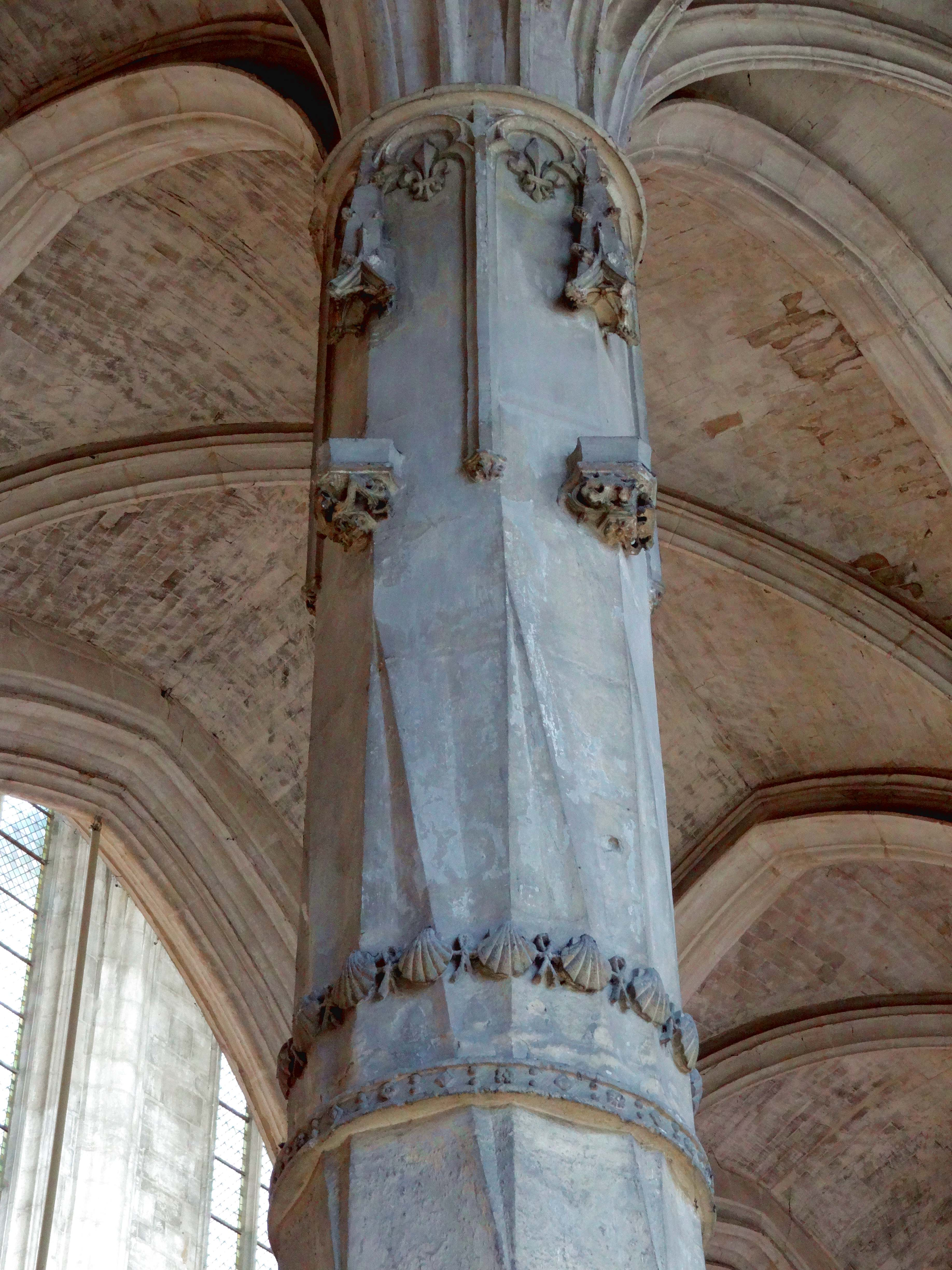
El pilar de Saint-Claude.
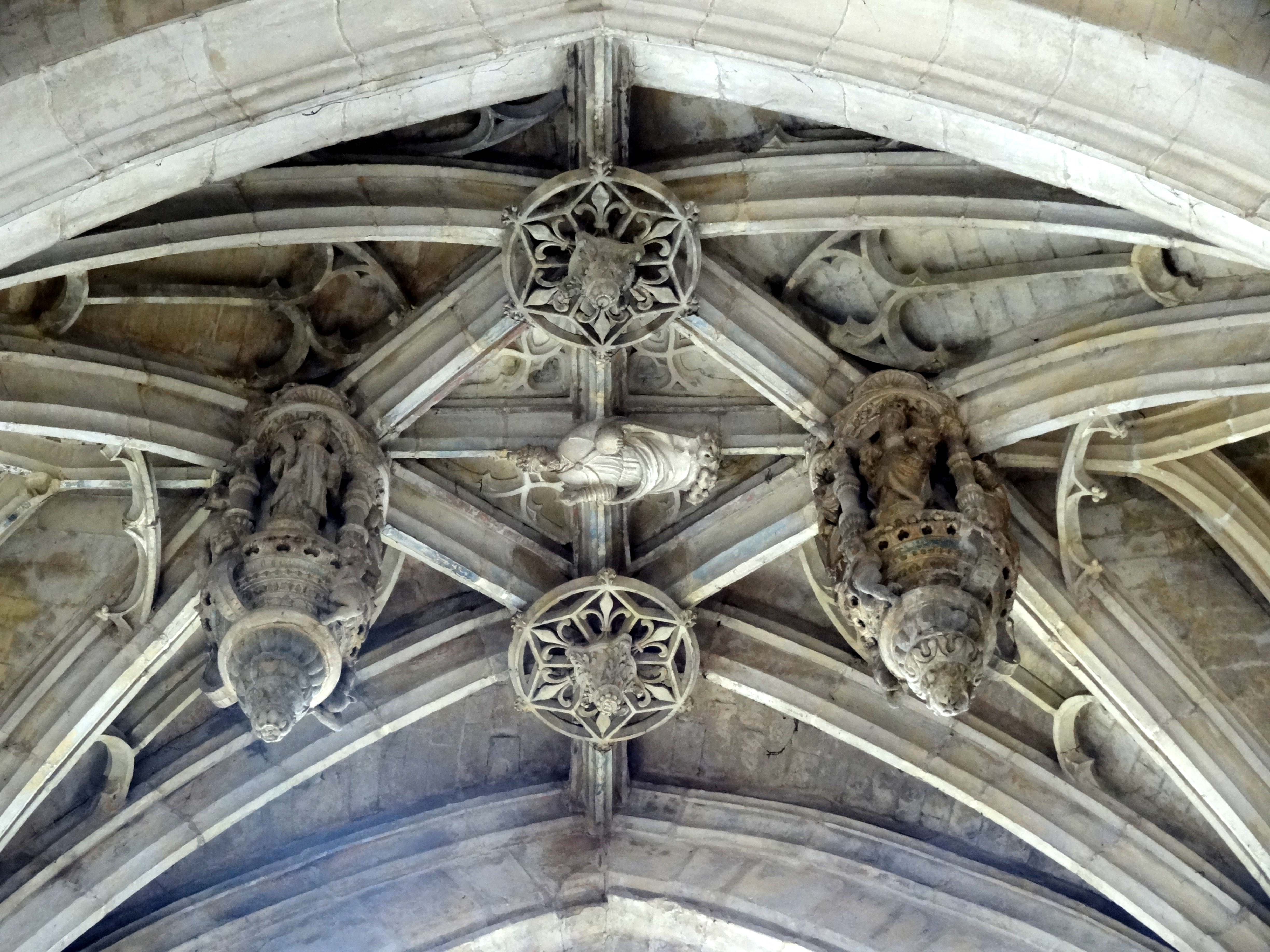
Bóvedas à liernes y tercerones (capilla lateral)

#### Gruesa torre
La base de la grosse tour (1542-1590), también llamada tour du Rosaire (torre del Rosario), presenta un excelente árbol de Jesé esculpido que evoca la genealogía de los ancestreo de Jesucristo.
Una escalera helicoidal de estilo Renacentista proporciona acceso a los órganos y recuerda a la escalera del castillo de Blois (Loir-et-Cher).

Gran torre
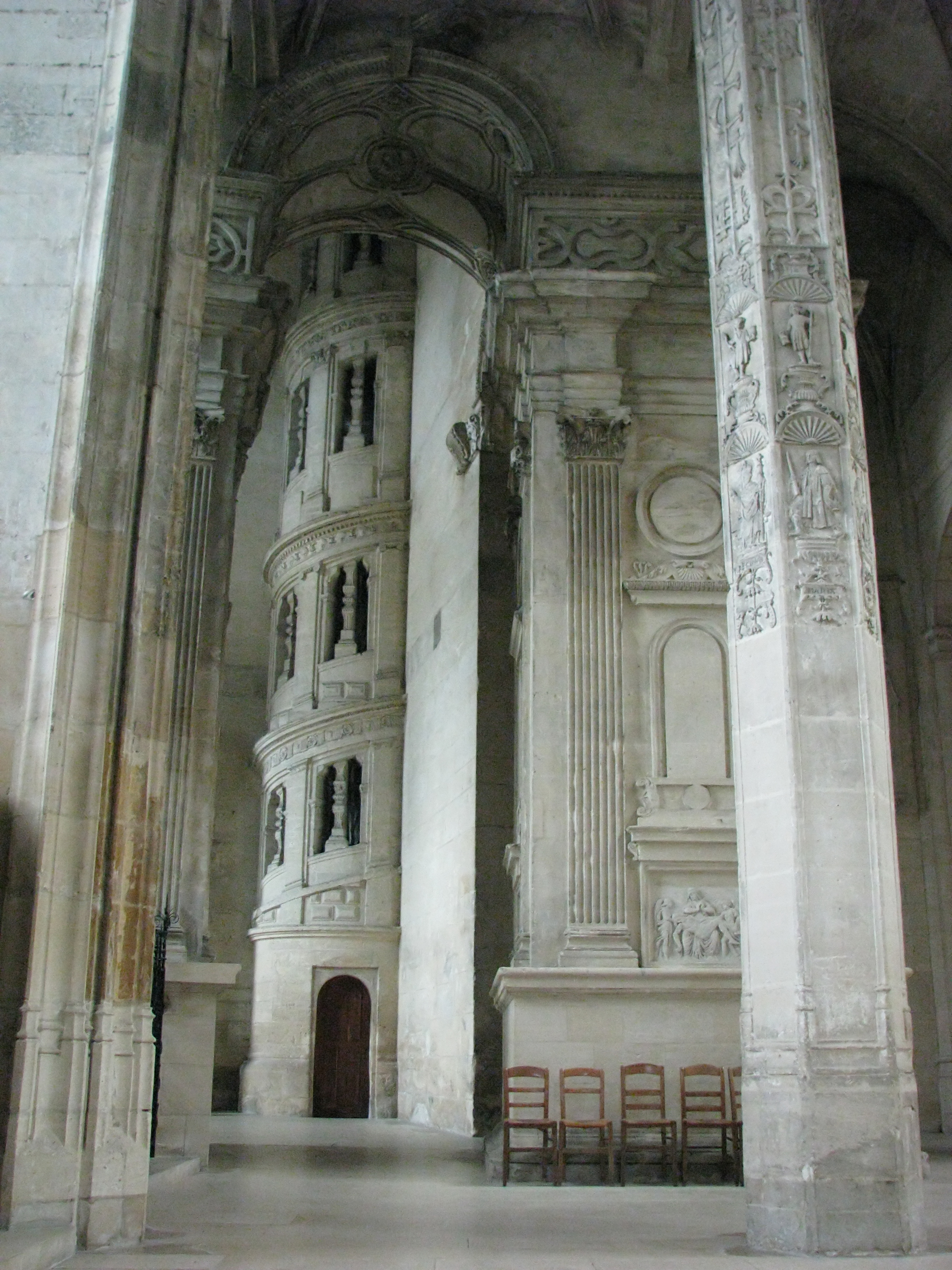
La escalera helicoidal renacentista que conduce a los órganos
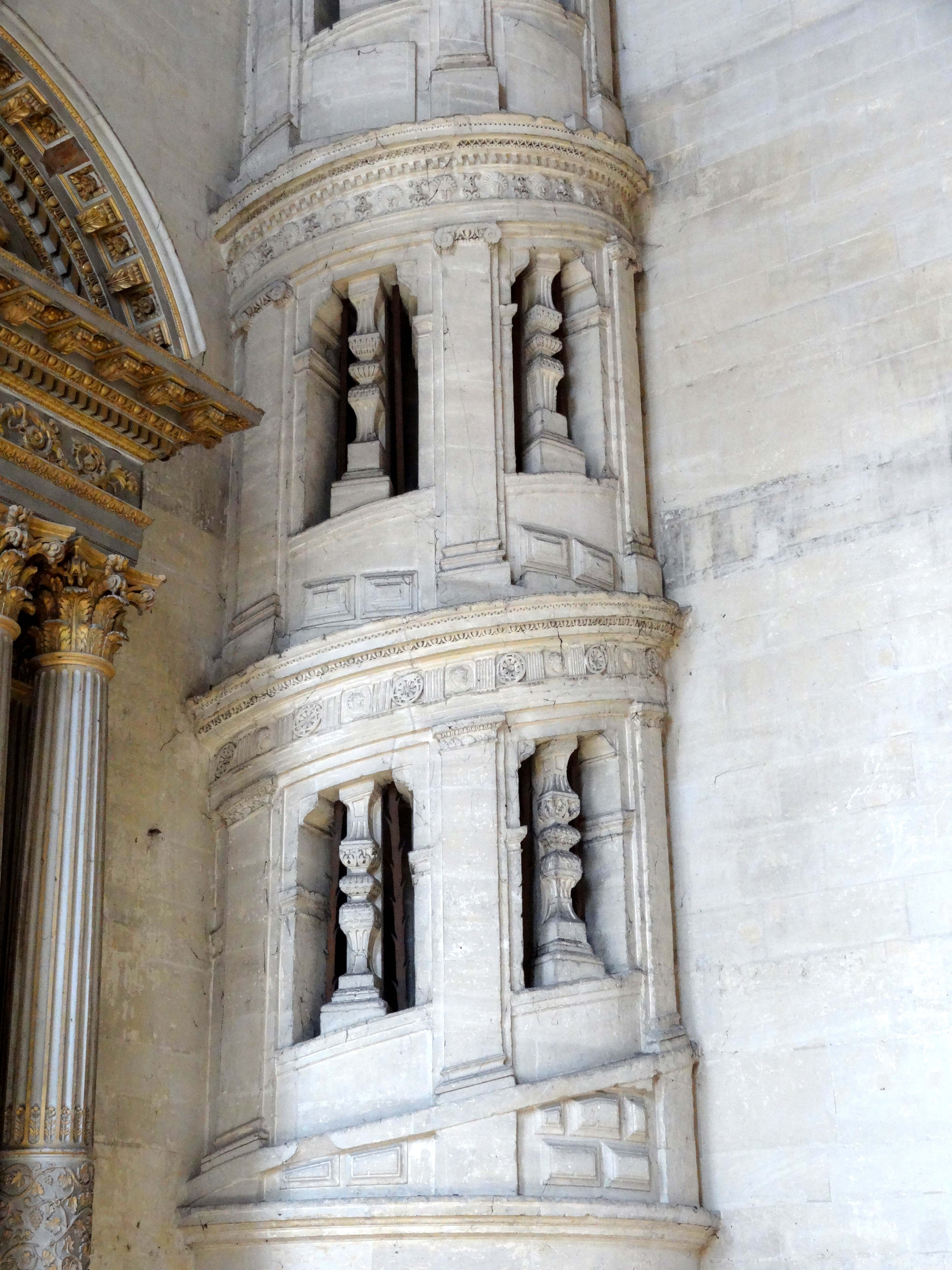
Detalle de la escalera helicoidal
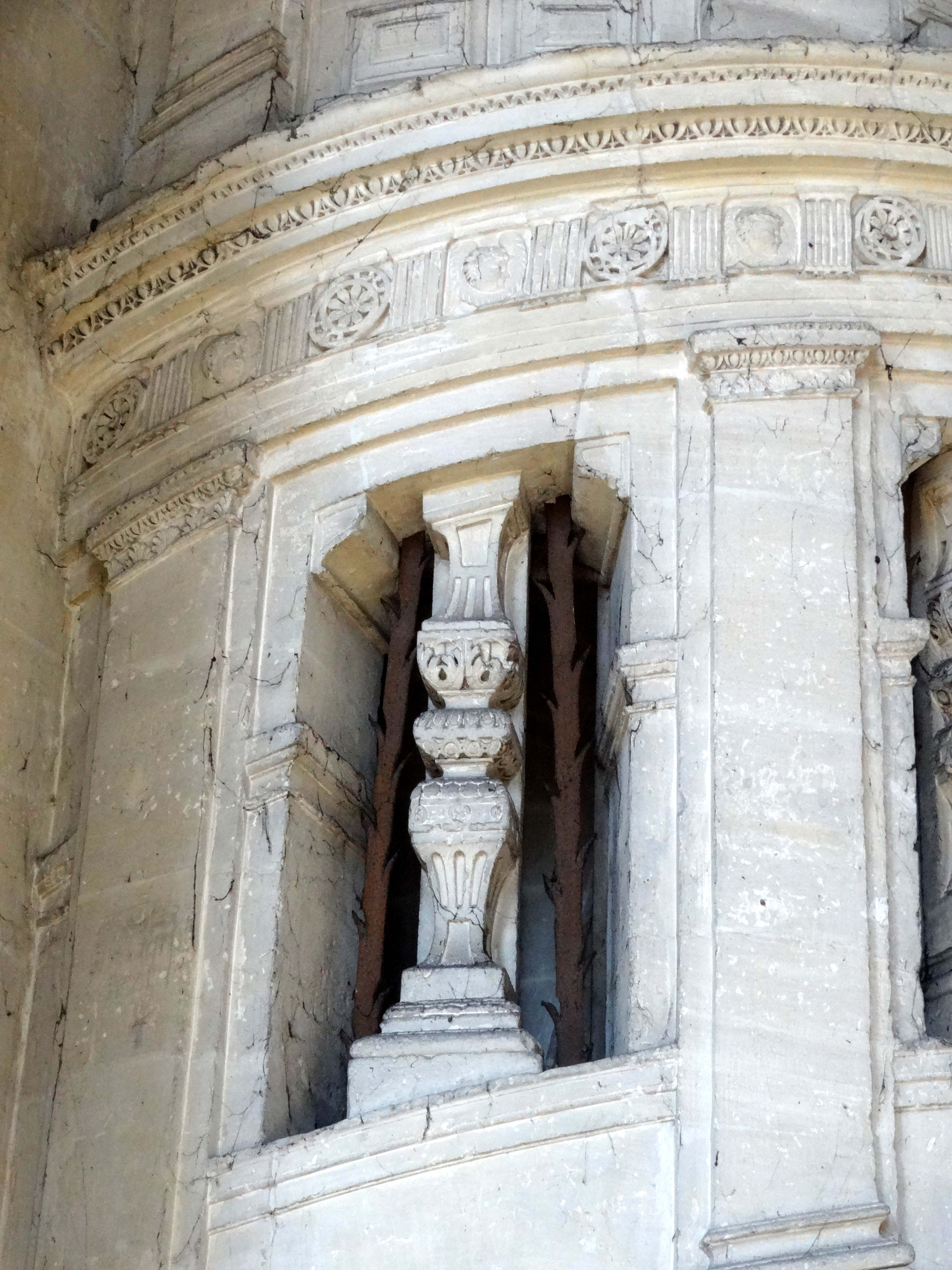
Detalle de la escalera helicoidal

#### Transepto
El transepto presenta, en su parte sur, una galería decorativa adornada con hermosos frisos vegetales. El crucero norte está cubierto con bóvedas de ligadura y terceletes con diamante central, sin ojivas propiamente dichas. En el primer tramo, las nervaduras curvas dibujan cuatro pétalos, y en el segundo tramo, las nervaduras forman una estrella con cuatro ramas. Las claves de bóveda son pinjantes.

Transepto
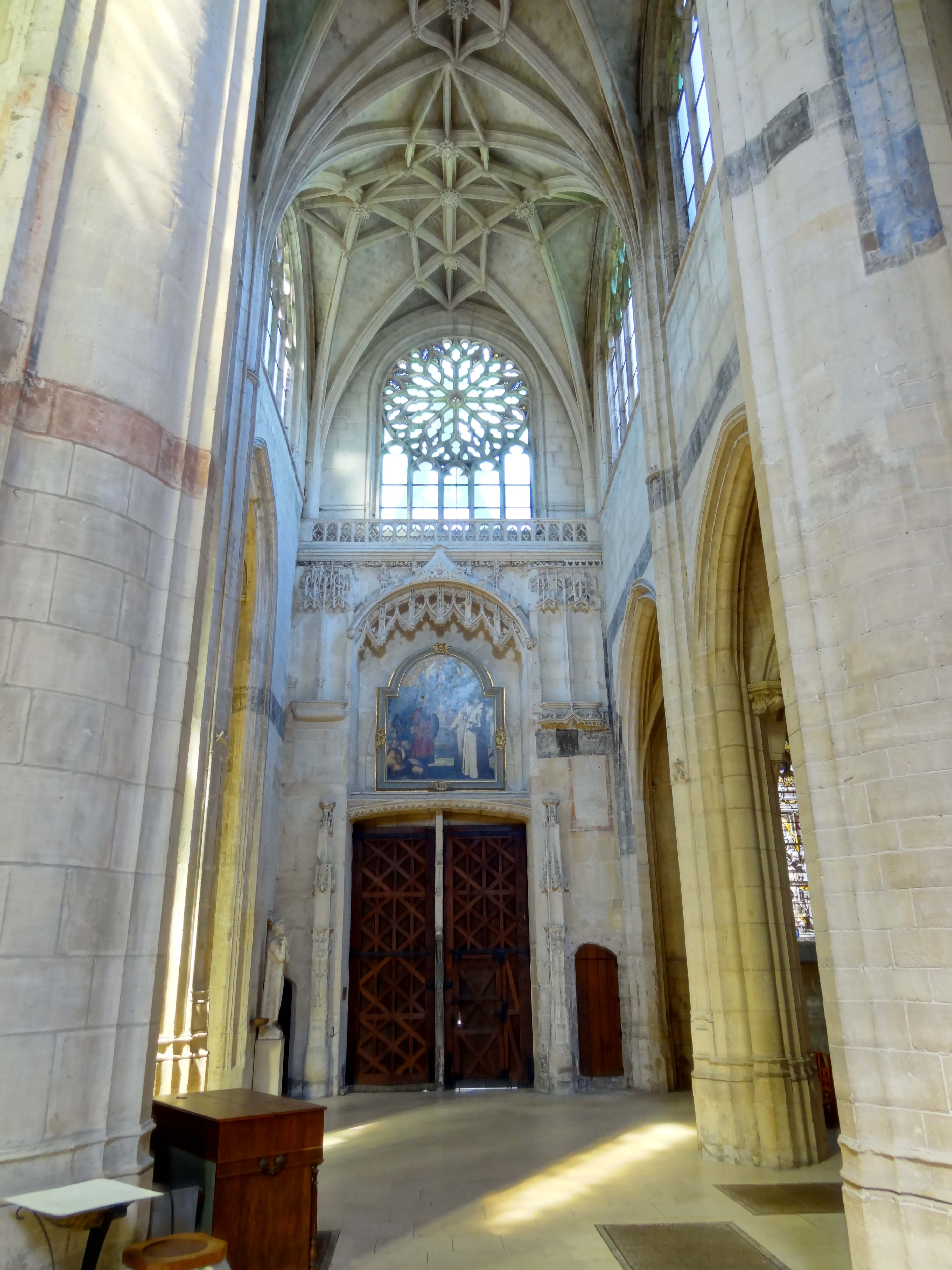
Transepto, vista sur-norte
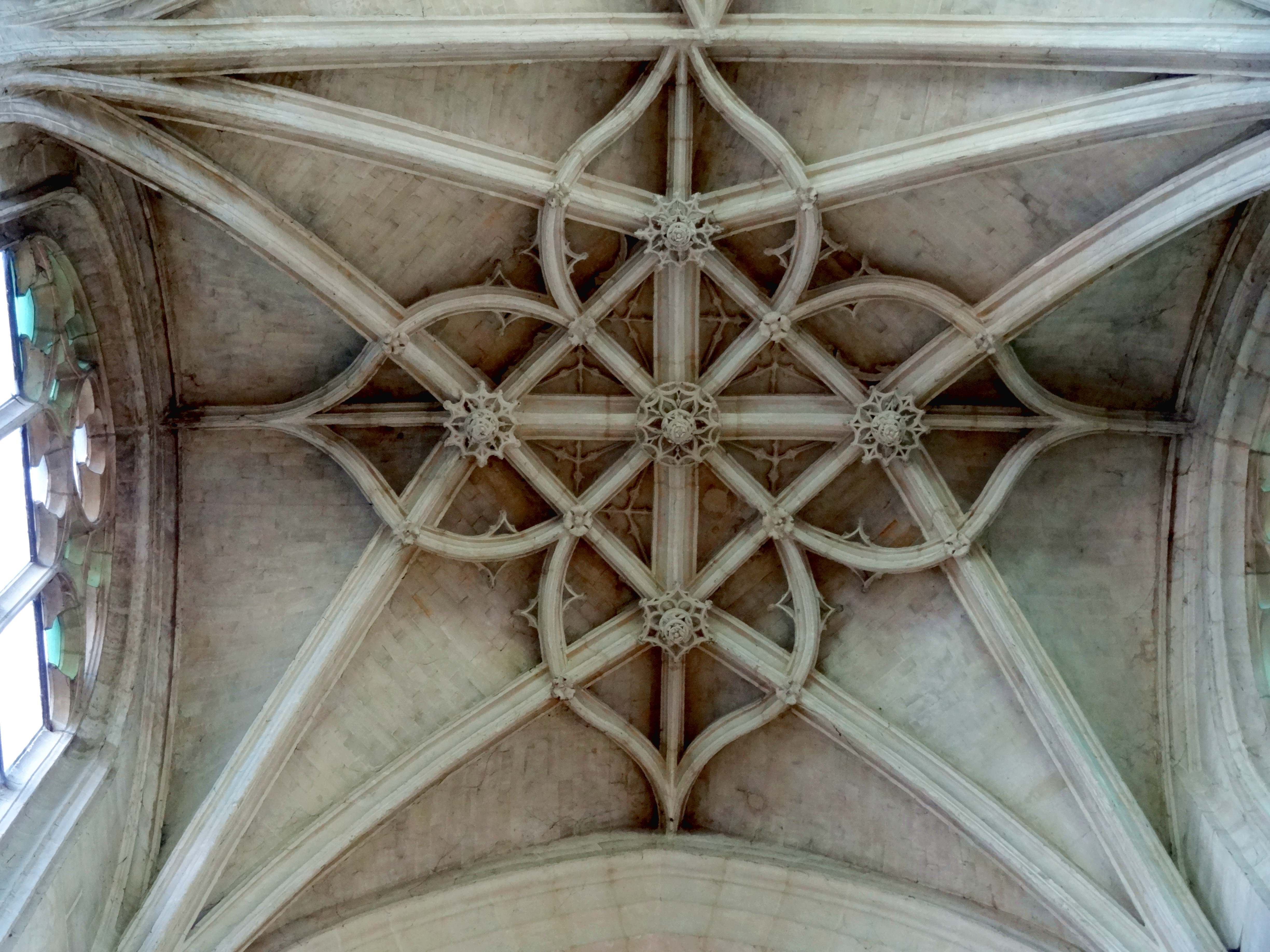
Bóveda del crucero norte
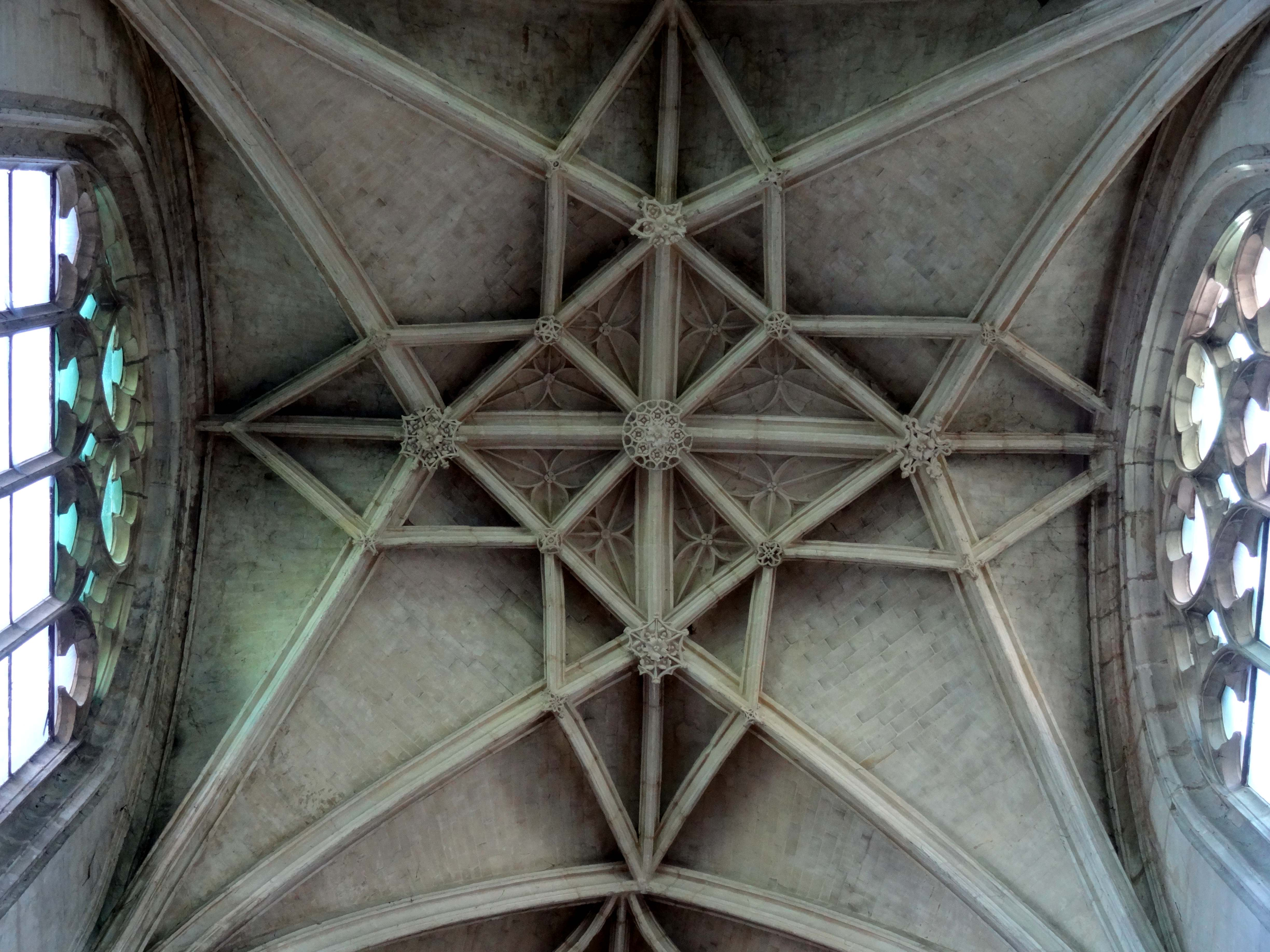
Bóveda del crucero norte

#### Coro
El coro consagrado en 1249 está acabado por una cabecera plana como en Inglaterra. Elevada según el modelo de Notre Dame de París, tiene un alzado en tres niveles: grandes arcadas, triforio y ventanas altas compuestas de dos lancetas simples coronadas por un oculus. Las capillas se añadieron después.

Coro
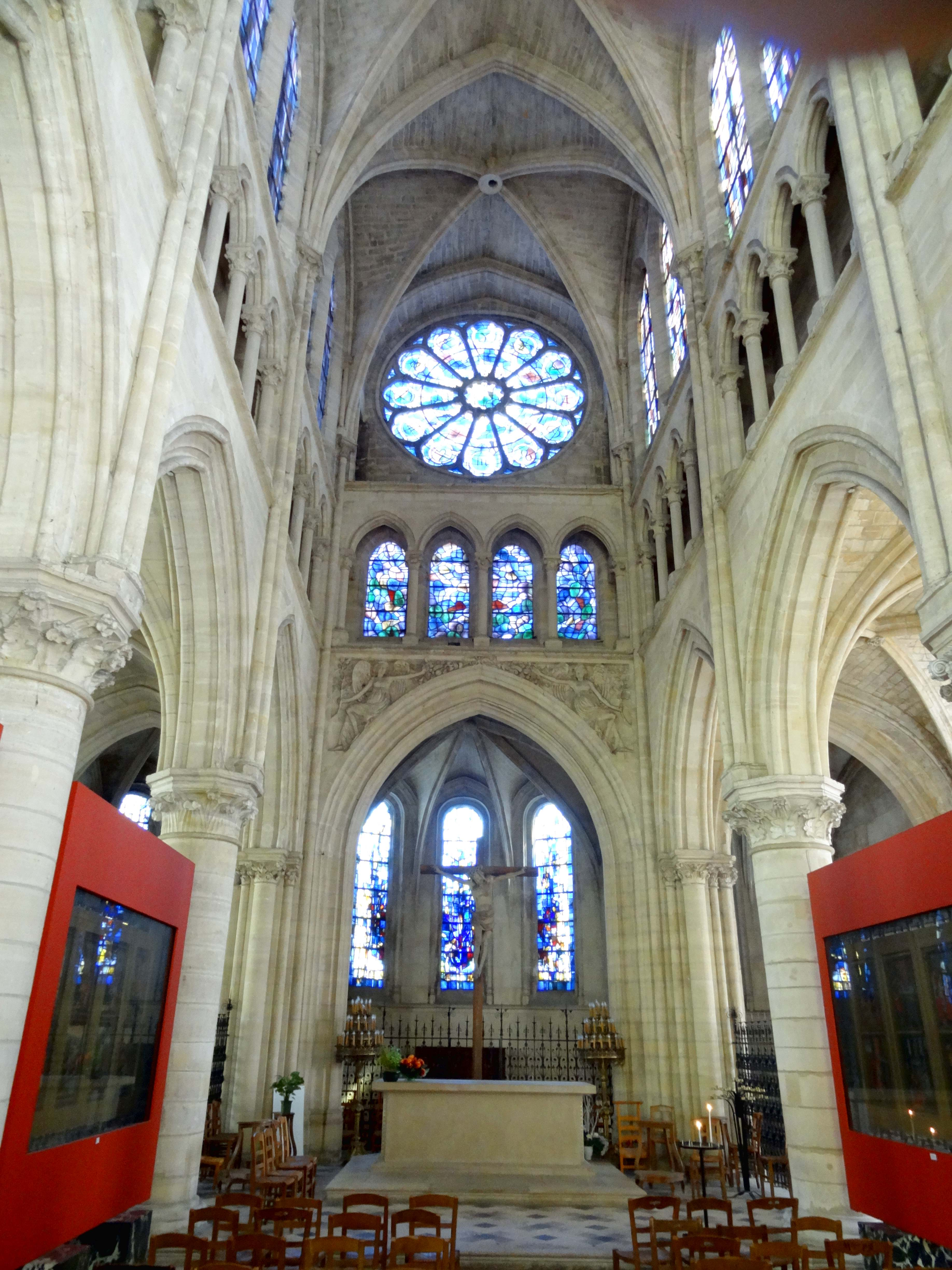
Coro, visto hacia el este
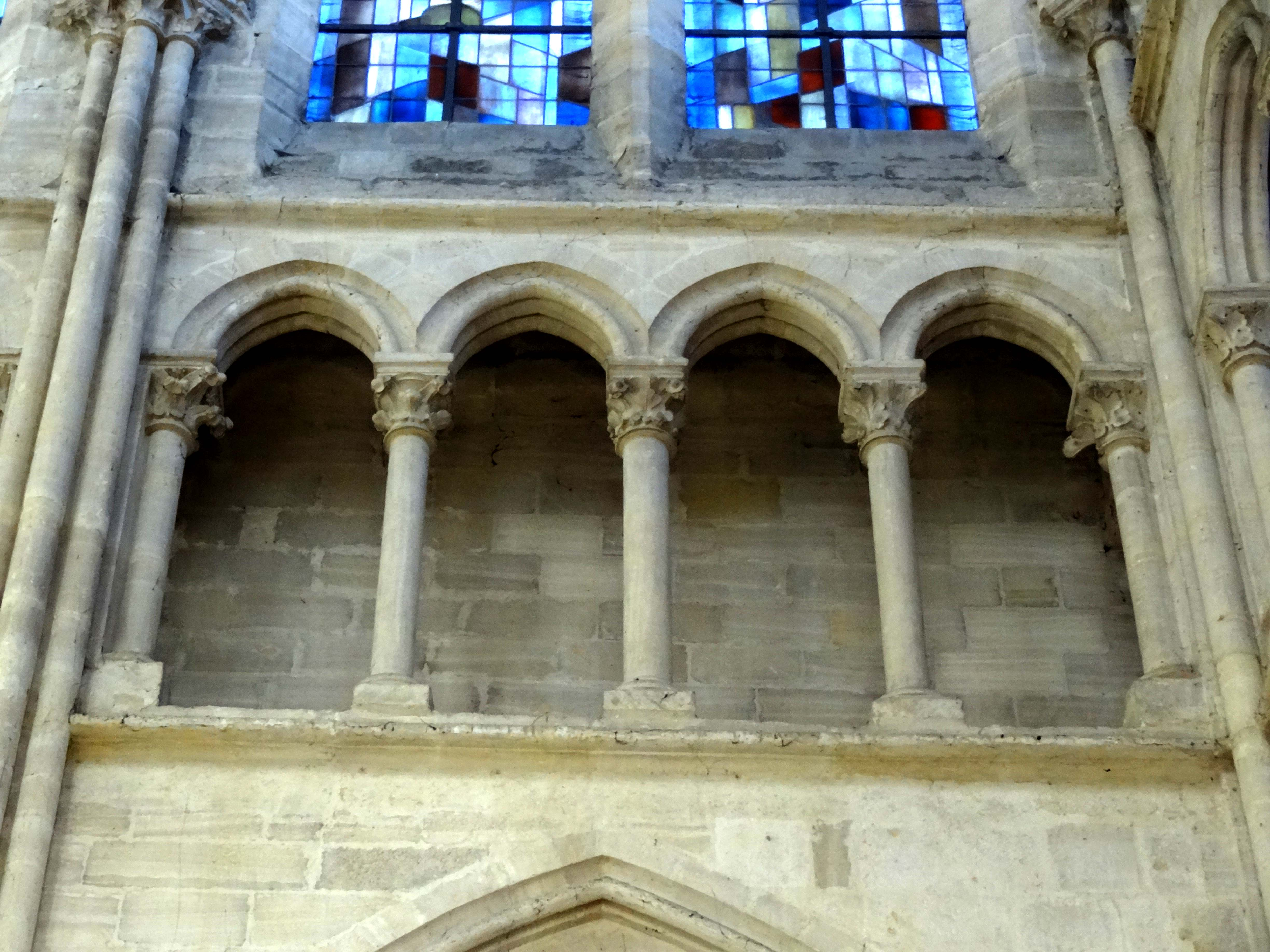
Triforium del coro

## Mobiliario

### Monumentos funerarios

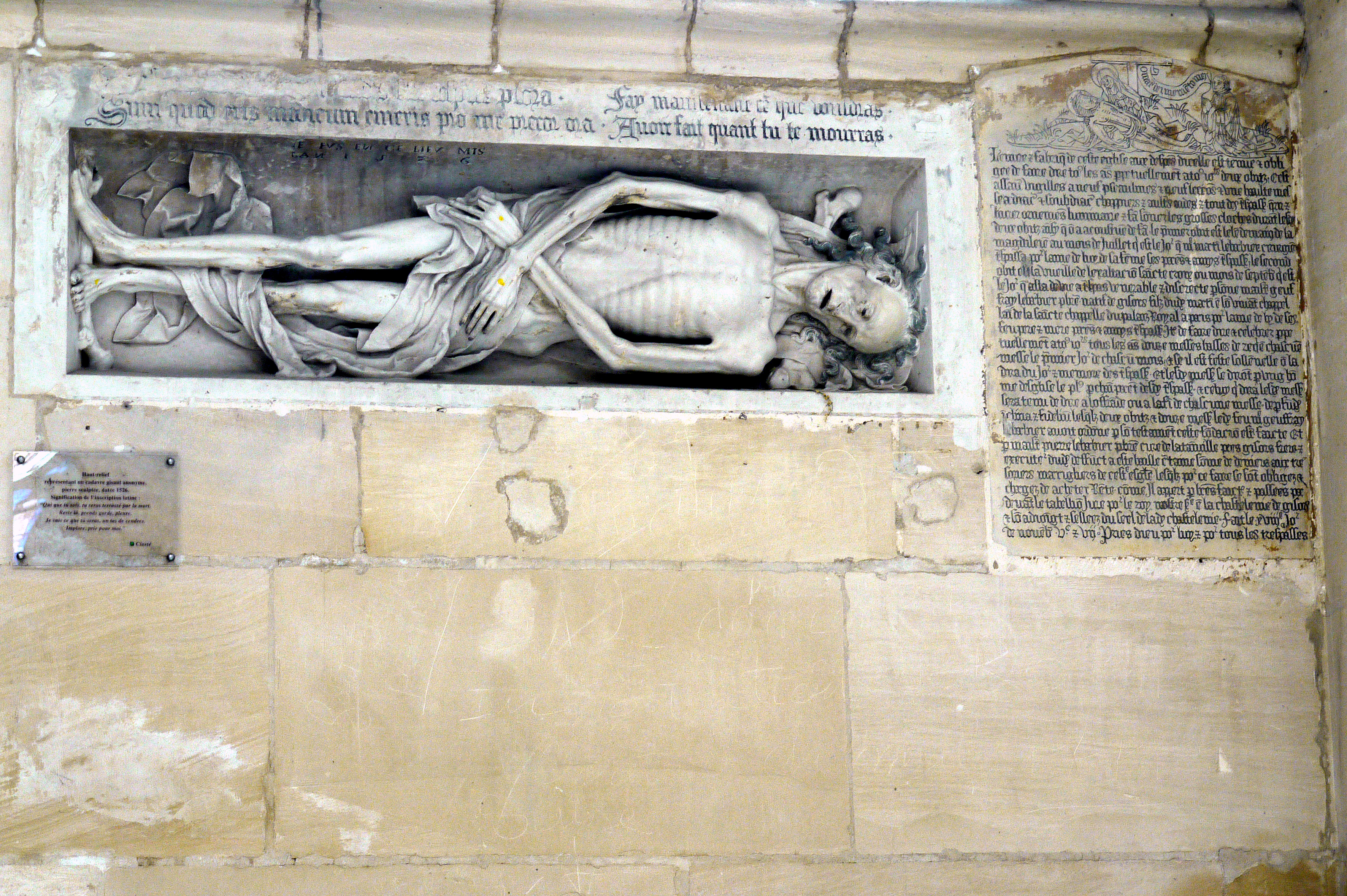
Transido de 1526.

En la nave lateral sur, en la capilla de Saint-Cler un transido esculpido en alto relieve está incrustado en el muro. Datado de 1530, esta alegoría entrega un mensaje que invita a la reflexión:

Cualquiera que seas, serás vencido por la muerte; quédate ahí, cuídate, llorar. Yo soy lo que serás, un manojo de cenizas. Yo era lo que tú eres, tú serás lo que soy, haz ahora lo que hubieras hecho cuando murieras. Implora, ora por mi
Qui que tu sois, tu seras terrassé par la mort ; reste là, prends garde, pleure. Je suis ce que tu seras, un tas de cendres, J’étais ce que tu es, tu seras ce que je suis, fais maintenant ce que tu voudrais avoir fait quant tu te mourras. Implore, prie pour moi
Traducción propia

### Vitrales

Detalle del vitral representando el martirio de san Crépin y san Crépinien

En la parte sur del coro, la capilla de la Virgen presenta un vitral en grisalla dedicado a la Vida de la Virgen. Es una pintura sobre vidrio realizada durante el Renacimiento por artistas de la escuela de Fontainebleau. Fechado en 1545, su decoración imaginó de estilo manierista recuerda las vidrieras de la galería  Psyché del château d'Écouen  (Val d'Oise) con sus vestimentas a la antigua, su paisaje atromentado y su decoración de ruina. Su producción retoma la técnica de la grisalla con el uso del amarillo plateado, de la sanguina y del esmalte azul colocados directamente sobre el vidrio blanco.
En el lado norte de la nave se encuentra la capilla de la Asunción, dedicada a la Virgen. Su construcción fue financiada por una hermandad real fundada en 1360 por Carlos V. Un gran bajorrelieve presenta en colores vivos (fondo azul y flores de lis doradas) al rey y a la reina, seguidos por los tres órdenes en procesión: la nobleza, el clero y el pueblo. En la tercera capilla norte de la nave se conserva una hermosa vidriera dedicada a Saint-Crépin y Saint-Crépinien. Realizada en 1530 por el artista de Beauvais Nicolas le Prince. Se desarrolla en tres registros, las cuatro escenas evocan el martirio de los santos patrones de los zapateros. Uno de ellos los representa, de una manera muy realista, inmersos en un caldero de agua hirviendo, cuyo contenido se vierte sobre sus verdugos.

Vidrieras
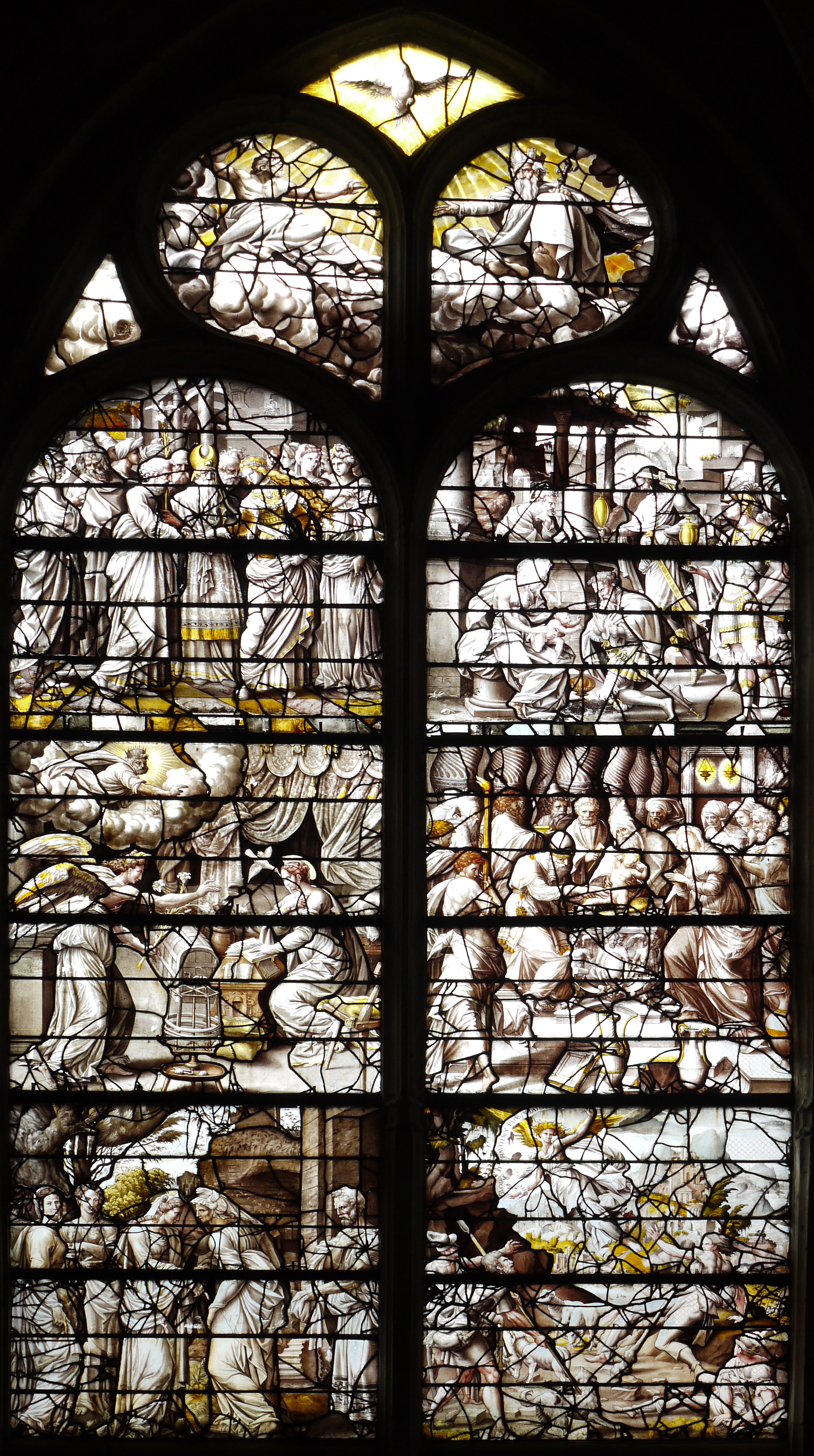
Vitral de la vida de la Virgen y a la infancia de Cristo
La visitación (vitral consagrado a la vida de la Virgen)La visitación (vitral consagrado a la vida de la Virgen)
Santa Ana y San Joaquín (vitral consagrado a la vida de la Virgen)Santa Ana y San Joaquín (vitral consagrado a la vida de la Virgen)
La Santísima Trinidad  (vitral consagrado a la vida de la Virgen)La Santísima Trinidad  (vitral consagrado a la vida de la Virgen)
La Anunciación  (vitral consagrado a la vida de la Virgen)La Anunciación  (vitral consagrado a la vida de la Virgen)
La Presentación de la Virgen au Temple  (vitral consagrado a la vida de la Virgen)La Presentación de la Virgen au Temple  (vitral consagrado a la vida de la Virgen)
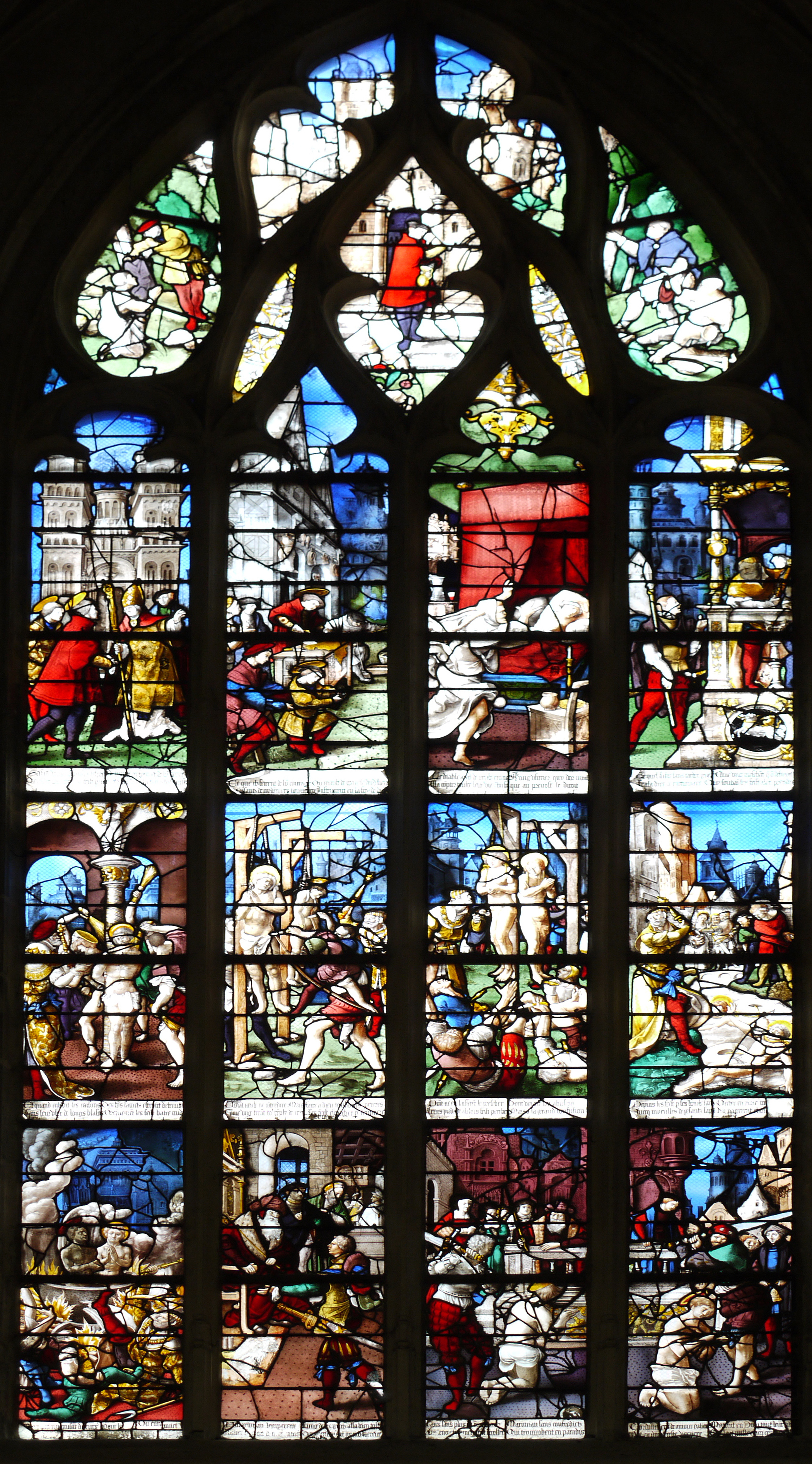
Vitral representando el martirio de san Crépin y san Crépinien.